# Konkurs Piosenki Eurowizji 2025
69. Konkurs Piosenki Eurowizji odbył się 13, 15 i 17 maja 2025 roku w St. Jakobshalle w Bazylei. Koncerty zorganizowali Europejska Unia Nadawców i szwajcarski nadawca SRG SSR. Był to trzeci konkurs, który odbył się w Szwajcarii.
Finał konkursu wygrał JJ, reprezentant Austrii z piosenką „Wasted Love”, za którą otrzymał łącznie 436 punktów w głosowaniu jurorów i telewidzów.

## Lokalizacja

### Miejsce organizacji konkursu
Telewizja SRG SSR otrzymała prawa do organizacji 69. Konkursu Piosenki Eurowizji dzięki wygranej Nemo, reprezentanta Szwajcarii w finale konkursu w 2024. 30 sierpnia 2024 poinformowano, że konkurs zostanie rozegrany na terenie St. Jakobshalle w Bazylei, w dniach 13, 15 i 17 maja 2025. Według oszacowań, kanton Bazylea-Miasto wydał na organizację konkursu 34,9 miliona franków szwajcarskich.

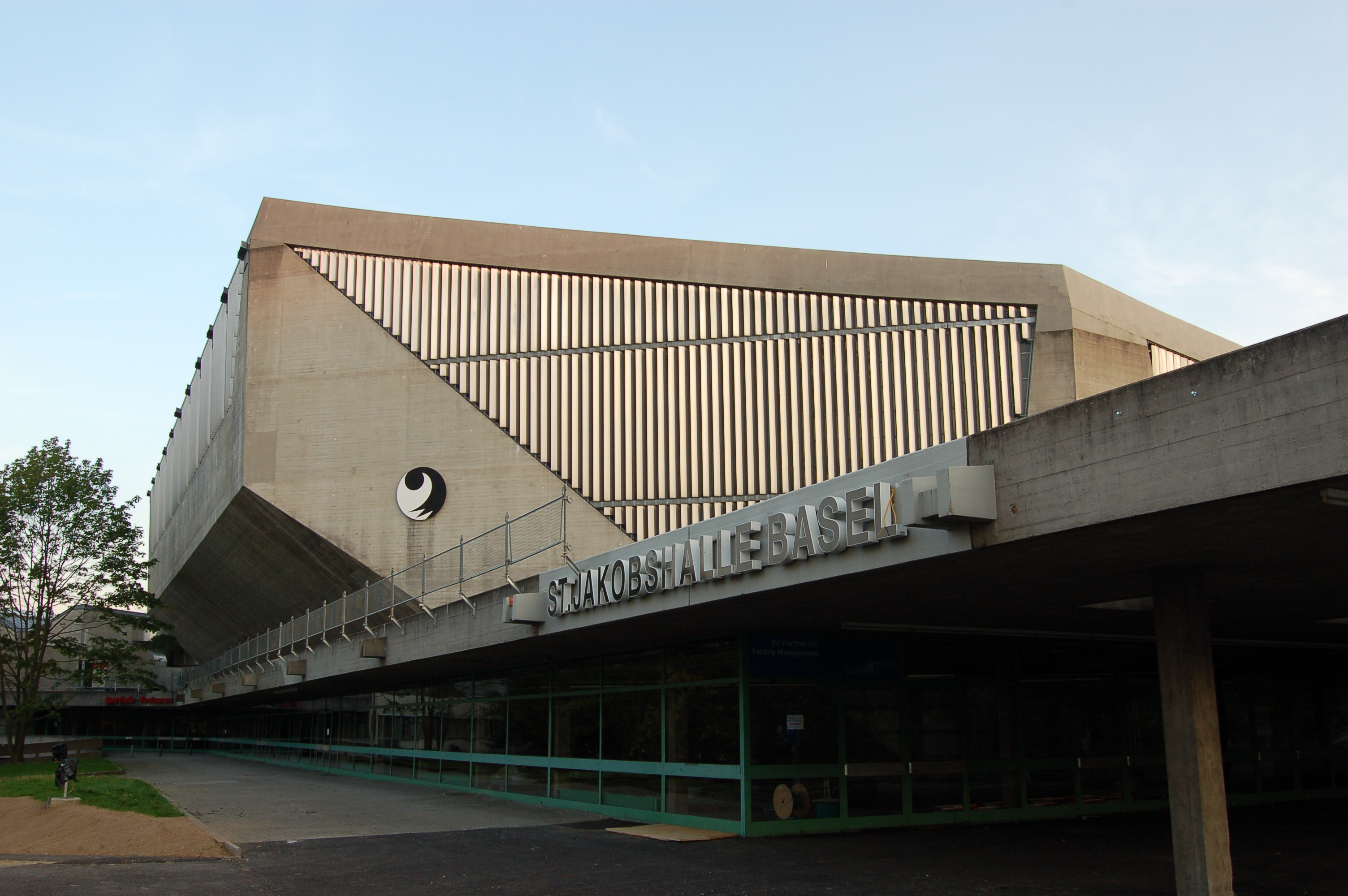
St. Jakobshalle, miejsce organizacji konkursu

Uroczysta ceremonia otwarcia konkursu i defilada uczestników po turkusowym dywanie odbyła się 11 maja w Messe Basel.
Podobnie jak w poprzednich latach, dla gości i akredytowanych dziennikarzy przygotowanych zostało kilka atrakcji, w tym m.in. wioska eurowizyjna (miejsce na spotkania artystów i członków delegacji z akredytowanymi dziennikarzami i fanami) i euroklub (miejsce imprez dla akredytowanych dziennikarzy i fanów), oba zlokalizowane w Messe Basel, oraz ulica eurowizyjna (miejsce poświęcone gastronomii i rekreacji), ulokowana w Steinenvorstadt. Ponadto odbyło się wydarzenie Arena plus, składające się z występów gościnnych i transmisji na żywo z finału w St. Jakob-Park, zintegrowanej z głównym widowiskiem.

### Proces wyboru miejsca organizacji
Po zwycięstwie Szwajcarii w Konkursie Piosenki Eurowizji w 2024 krajowy nadawca rozpoczął przygotowania do organizacji kolejnego konkursu, w tym m.in. rozpoczęcie negocjacji z władzami miast-kandydatów do przygotowania widowiska. Yves Schifferle, menedżer wydarzeń rozrywkowych w SRG SSR i szef delegacji kraju na Konkurs Piosenki Eurowizji wymienił cztery potencjalne miejsca organizacji, biorąc pod uwagę niezbędne obiekty i infrastrukturę: Bazyleę, Berno, Genewę i Zurych.
Zainteresowanie organizacją widowiska w swoim mieście wyrazili włodarze miast: Genewy (którzy wskazali obiekt Palexpo), Bazylei (St. Jakob-Park lub St. Jakobshalle), Zurychu (Hallenstadion), Berna i Biel/Bienne (wspólnie; Neue Festhalle) oraz St. Gallen (Olma-Halle). John Gobbi, dyrektor generalny klubu hokeja na lodzie Fribourg-Gottéron wyjawił, że rozpatrywano również możliwość organizacji imprezy we fryburskiej BCF Arenie. W komunikacie prasowym opublikowanym 30 maja 2024 ujawniono, że miasta zainteresowane organizacją otrzymały już plik dokumentów z wymaganiami, które muszą spełnić; wyznaczono wówczas datę końcową przyjmowania zgłoszeń na koniec czerwca oraz poinformowano, że zwycięskie miasto w przetargu otrzyma kontrakt oraz zostanie podane do publicznej wiadomości pod koniec sierpnia.
12 czerwca zarząd miasta St. Gallen ujawnił, że nie będzie ubiegał się o organizację konkursu, gdyż nie jest w stanie spełnić wymagań EBU. 26 czerwca podano, że o organizację wydarzenia rywalizować będą: Bazylea, Berno i Biel/Bienne, Genewa oraz Zurych. 19 lipca poinformowano, że w przetargu pozostały dwa miasta: Bazylea i Genewa. Ostatecznie ogłoszono, że konkurs odbędzie się w Bazylei. Bazylea została wybrana w wyniku oceny zgłoszeń przez komisję złożoną z członków grupy produkcyjnej konkursu, która brała pod uwagę m.in. umiejętność dostosowania hali do potrzeb realizacyjnych, fundusz, program kulturowy oraz koncepcje zrównoważonego rozwoju i bezpieczeństwa.

## Organizacja

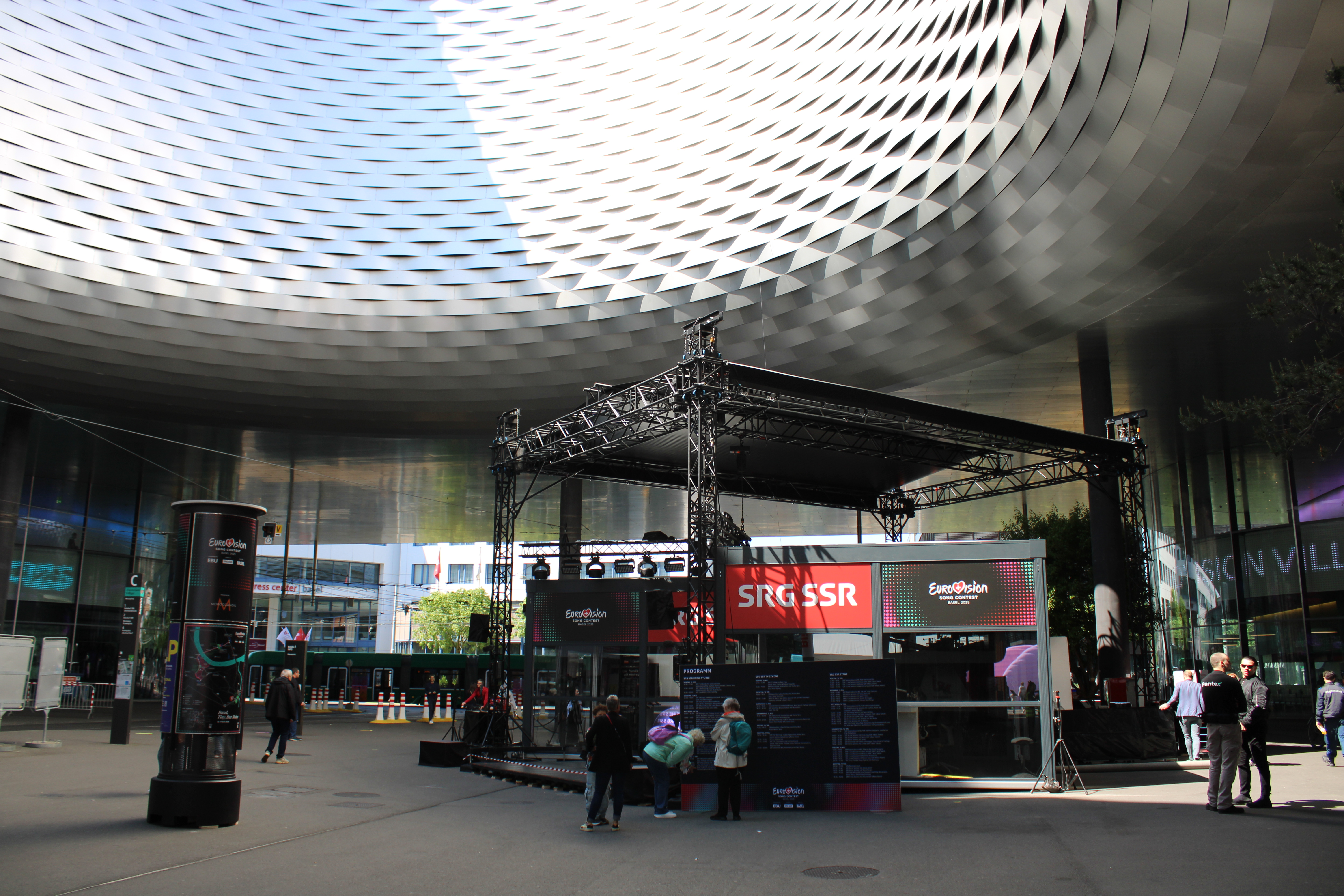
Mobilna kabina radiowa nadawcy SRG SSR w wiosce eurowizyjnej w Messe Basel

Po raz kolejny kierownikiem wykonawczym ze strony Europejskiej Unii Nadawców (EBU) został Martin Österdahl, jednakże zakres jego obowiązków uległ zmianie w związku z utworzeniem nowych stanowisk: szefa ds. marki i reklamy oraz dyrektora Eurowizji; 15 października 2024 ujawniono, że dyrektorem Eurowizji zostanie Martin Green, który wcześniej pracował nad konkursem w 2023. Producentami wykonawczymi konkursu zostali Reto Peritz z ramienia niemieckojęzycznego oddziału SRG SSR, Schweizer Radio und Fernsehen (SRF), i Moritz Stadler z ramienia francuskojęzycznego Radio Télévision Suisse (RTS).
3 lipca 2024 opublikowano nazwiska członków rdzeniowej grupy produkcyjnej konkursu: szefem konkursu został Christer Björkman, szefem widowiska – Yves Schifferle, kierownikiem biura projektów – Bernhard Spahni, szefem produkcji – Tobias Åberg, a szefową wydarzenia (odpowiedzialną za kontakt z miastem-organizatorem) – Nadja Burkhardt-Tracol.
10 grudnia 2024 poinformowano, że po analizie kontrowersji związanych z konkursem w 2024 zadecydowano, iż począwszy od 2025 roku wprowadzony zostanie nowy kodeks postępowania, który zakłada m.in. powstanie strefy, w których nagrywanie artystów jest zabronione, optymalizację harmonogramu prób i więcej prób „za zamkniętymi drzwiami” oraz wprowadzenie stanowiska producenta ds. „dobrostanu”, który ma na celu zapewnić „bezpieczne, pełne szacunku i wspierające środowisko” każdemu artyście.

### Motyw graficzny, projekty sceny, maskotki i pocztówek

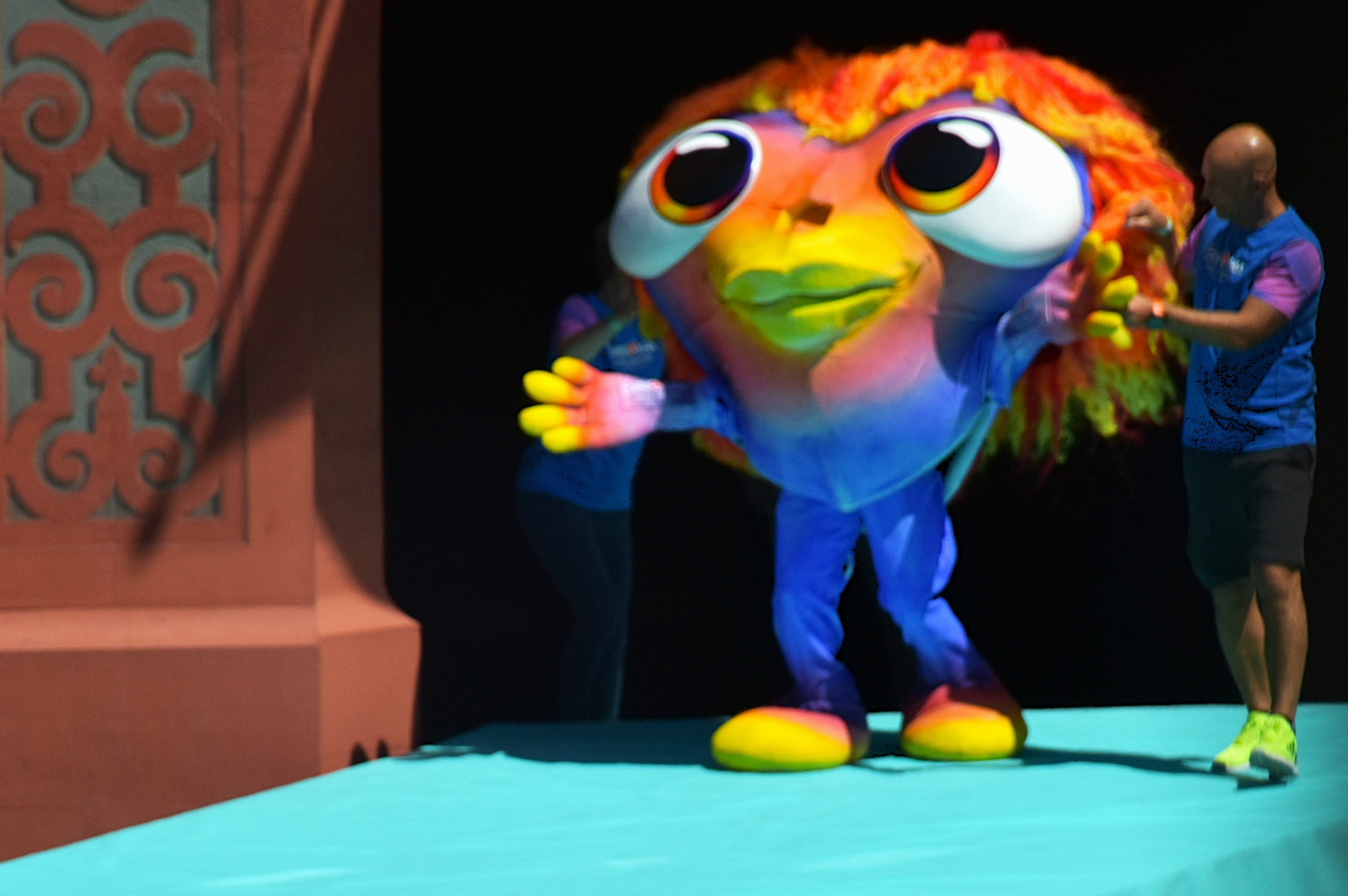
Lumo, maskotka konkursu

16 grudnia 2024 podczas konferencji prasowej zaprezentowano projekty grafiki i sceny. Koncepcja wizualna, zaprojektowana przez dyrektora artystycznego konkursu Artura Deyneuve, składa się z wielu miniatur tzw. serca Eurowizji – charakterystycznego symbolu wydarzenia od 2004 – ułożonych tak, aby emulować efekt pikselizacji. Inspirację dla motywu graficznego stanowiła szwajcarska tradycja demokracji bezpośredniej, która „koncentruje się wokół słuchania i dialogu”, albowiem serce ma również przypominać parę ludzkich uszu. Projekt sceny konkursowej autorstwa Floriana Wiedera, który od 2011 stworzył projekty scen siedmiu konkursów, jest zainspirowany elementami szwajcarskiej tożsamości, takimi jak szczyty gór oraz różnorodność językowa. Dodatkowo 26 lutego 2025 zaprezentowano projekt maskotki „Lumo”, stworzonej przez studentkę Akademii Sztuki i Projektowania FHNW w Bazylei Lynn Brunner w celu promocji konkursu przez miasto-organizatora Bazyleę.
Przed każdym występem konkursowym został pokazany krótki, ok. 40-sekundowy filmik (tzw. pocztówka). Wyreżyserowane przez Lucę Zurfluha z zuryskiej firmy produkcyjnej Dynamic Frame, pocztówki przedstawiały konkurujących artystów biorących udział w lokalnych działaniach w całej Szwajcarii.

### Prowadzący

Prowadzące 69. Konkursu Piosenki Eurowizji: Sandra Studer, Hazel Brugger oraz Michelle Hunziker.

Niedługo po finale 68. Konkursu Piosenki Eurowizji w szwajcarskich mediach pojawiły się doniesienia na temat potencjalnych prowadzących. W gronie typowanych osobistości znaleźli się m.in. Christa Rigozzi, Jennifer Bosshard, Luca Hänni (reprezentant Szwajcarii w konkursie w 2019), Michelle Hunziker, Roger Federer, Sandra Studer (reprezentantka Szwajcarii w konkursie w 1991) oraz Sven Epiney (wieloletni niemieckojęzyczny komentator konkursu w kraju). 20 stycznia 2025 ujawniono, że wszystkie konkursowe koncerty poprowadzą poetka slamowa i prezenterka telewizyjna Hazel Brugger oraz wyżej wymienione Hunziker (wyłącznie w finale) i Studer.

### Losowanie półfinałów i kolejność występów
Państwa uczestniczące w pierwszym półfinale
     Automatyczni finaliści głosujący w pierwszym półfinale
     Państwa uczestniczące w drugim półfinale
     Automatyczni finaliści głosujący w drugim półfinale

Państwa uczestniczące w pierwszym półfinale
Automatyczni finaliści głosujący w pierwszym półfinale
Państwa uczestniczące w drugim półfinale
Automatyczni finaliści głosujący w drugim półfinale

Losowanie przydzielające poszczególne kraje do półfinałów odbyło się 28 stycznia 2025 w Muzeum Sztuki w Bazylei. Podczas wydarzenia odbyła się także m.in. ceremonia przekazania insygniów miasta. Ceremonię poprowadzili Jennifer Bosshard i Jan van Ditzhuijzen. Podobnie jak w poprzednich latach, wszystkie kraje uczestniczące, poza Wielką Piątką (czyli Francją, Hiszpanią, Niemcami, Wielką Brytanią i Włochami) oraz gospodarzem (Szwajcarią), zostali podzielone na tak zwane koszyki, a ich ułożenie było zależne od statystyk głosowania mieszkańców danych państw w poprzednich konkursach. Państwa zostały podzielone na dwa półfinały. Podział na koszyki został opublikowany 27 stycznia 2025.
Oprócz podziału państw na poszczególne półfinały, w wyniku losowania ustalono również, w której połowie każdego z półfinałów mieli wystąpić reprezentanci poszczególnych państw oraz w którym mieli głosować finaliści, w związku z nierówną liczbą państw występujących w półfinałach, EBU zadecydowało o tym, że 15 państw wystąpi w pierwszym półfinale (7 krajów w pierwszej połowie, a w drugiej 8) oraz 16 państw w drugim półfinale.
| Koszyk 1                                                            | Koszyk 2                                                     | Koszyk 3                                                         | Koszyk 4                                                     | Koszyk 5                                                        |
| ------------------------------------------------------------------- | ------------------------------------------------------------ | ---------------------------------------------------------------- | ------------------------------------------------------------ | --------------------------------------------------------------- |
| - Belgia - Czechy - Estonia - Holandia - Litwa - Luksemburg - Łotwa | - Armenia - Azerbejdżan - Gruzja - Izrael - Polska - Ukraina | - Albania - Austria - Chorwacja - Czarnogóra - Serbia - Słowenia | - Cypr - Grecja - Irlandia - Malta - Portugalia - San Marino | - Australia - Dania - Finlandia - Islandia - Norwegia - Szwecja |

Szczegółowa kolejność występów w półfinałach została ustalona przez produkcję i podana do wiadomości publicznej 27 marca. 17 marca podczas zjazdu delegacji, kraj gospodarz (Szwajcaria) wylosował 19. pozycję w finale.

### Zmiana systemu prezentacji finalistów
18 grudnia 2024 producenci wykonawczy konkursu, Reto Peritz i Moritz Stadler, zasugerowali, że rozważają wprowadzenie zmian w przebiegu sekwencji ogłoszenia finalistów w półfinałach, a Peritz podkreślił, że prowadzone są dyskusje nad tym jak uczynić wyniki półfinałów „bardziej emocjonującymi”. 9 maja w reportażu z udziałem członków zespołu reżyserskiego ukazana została część skryptu, według którego zmiana polega na wyczytywaniu państw trójkami, po czym jedno z nich zostanie ogłoszone jako awansujące do finału. Pozostałe dwa kraje nie stają się jednak automatycznie wyeliminowane i mogą zostać ponownie uwzględnione w kolejnych zestawieniach; przy ogłoszeniu ostatniego, dziesiątego finalisty, na ekranie pojawią się wszystkie pozostałe państwa.
EBU potwierdziła tę informację 12 maja, dodając, że jedną z motywacji stojących za tą zmianą była chęć „pokazania delegacji na ekranie częściej niż prowadzących”, oraz że żaden z krajów nie może pojawić się w więcej niż trzech zestawieniach.

### Występy otwarcia i interwały

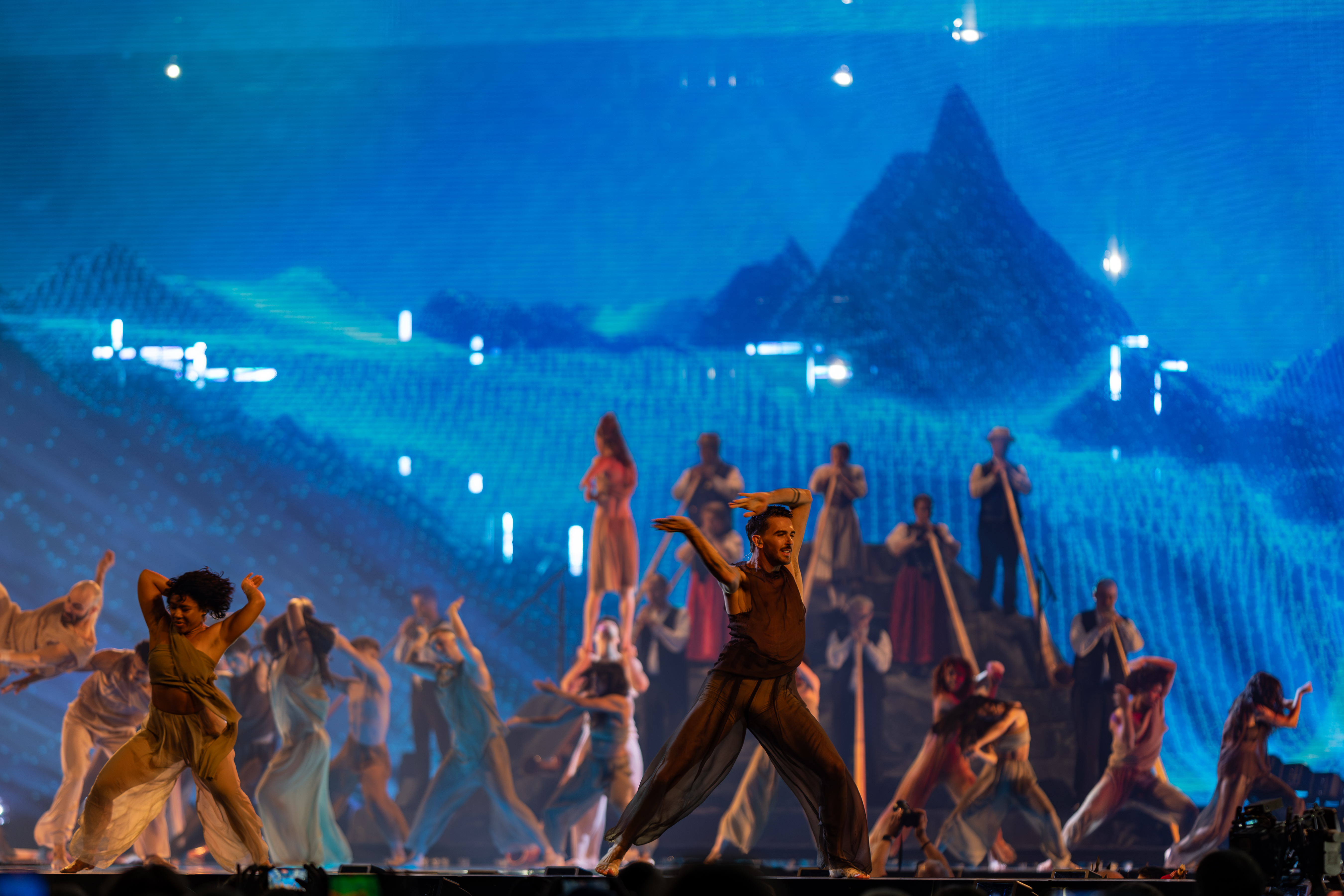
Występ grupy tancerzy, jodłowców i graczy na rogach alpejskich podczas występu otwarcia pierwszego półfinału konkursu

Pierwszy półfinał otworzyła grupa tancerzy, jodelistów i graczy na rogach alpejskich wykonujących w stylu szwajcarskim cztery zwycięskie piosenki w Konkursie Piosenki Eurowizji: „Tattoo” (2023), „Arcade” (2019), „Waterloo” (1974) i „The Code” (2024). W ramach występu interwałowego pojawił się skecz zatytułowany „Made in Switzerland”, wykonany przez prezenterki Hazel Brugger i Sandrę Studer oraz Petrę Mede, prowadzącą konkursu w 2013, 2016 i 2024 roku, który podkreśla i satyryzuje szwajcarskie stereotypy i wynalazki. Następnie czterech uczestników konkursu w 2024 – Marina Satti, Jerry Heil, Iolanda oraz Silvester Belt wykonali utwór „Ne partez pas sans moi”, który wygrał konkurs w 1988, poprzedzony on został nagraną wcześniej wiadomością od oryginalnej wykonawczyni piosenki, Céline Dion. Pod koniec pierwszego półfinału, po ogłoszeniu wyników, zwycięzcy konkursu w 2000 Jørgen Olsen oraz Niels Olsen, wykonali swoją zwycięską piosenkę „Fly on the Wings of Love”, ze zmianami w tekście nawiązującymi do stałego sloganu konkursu „United by Music”.

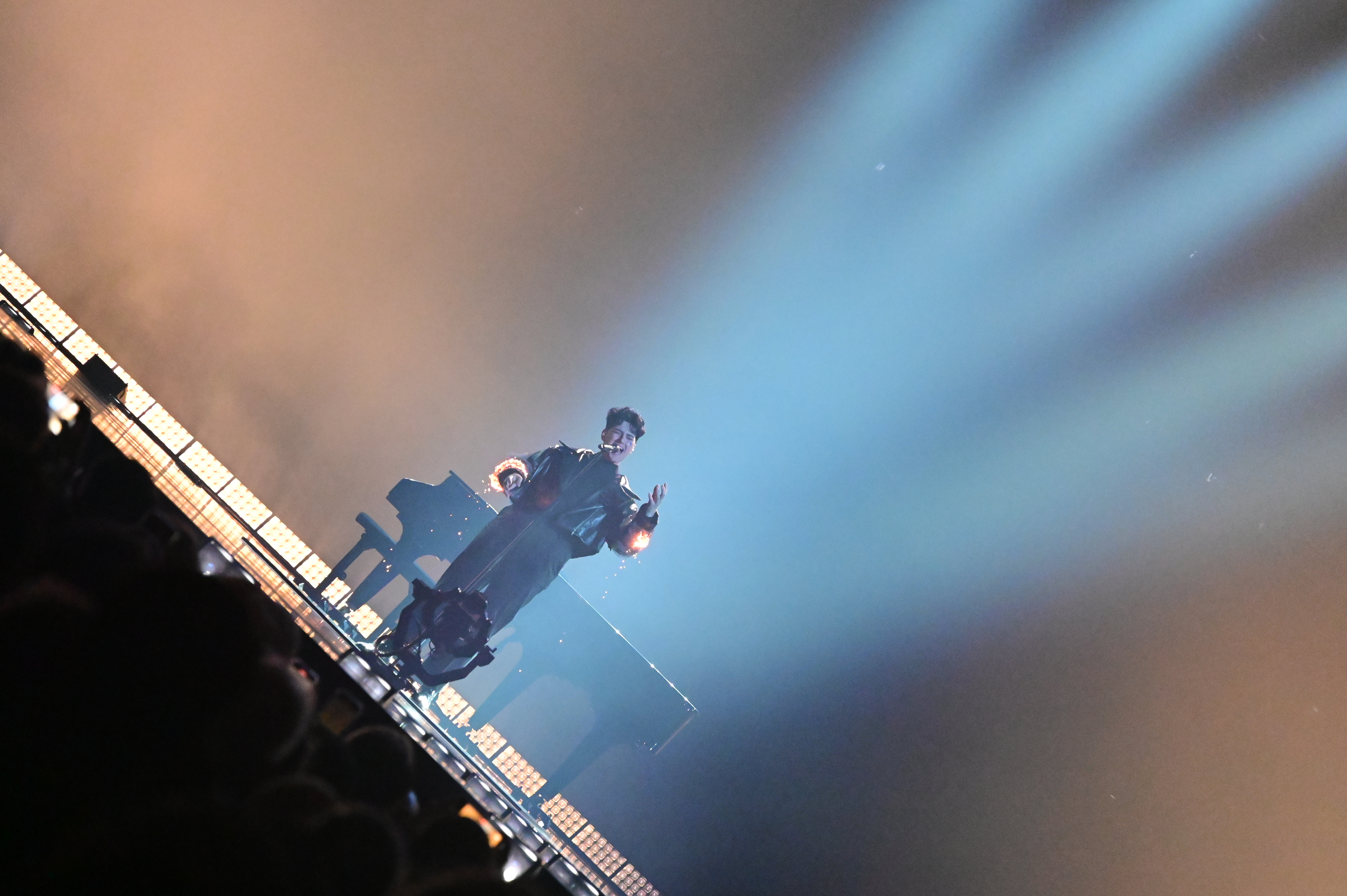
Gjon’s Tears wystąpił w ramach występu interwałowego w drugim półfinale konkursu

Drugi półfinał rozpoczął się monologiem fana konkursu, Philipa, w którym opowiedział o tym, za co kocha ten konkurs. Podczas występów interwałowych wystąpiło czterech byłych uczestników konkursu, którzy zaprezentowali utwory przygotowane na odwołany konkurs w 2020 roku: Gjon’s Tears ze Szwajcarii z utworem „Répondez-moi”, The Roop z Litwy z piosenką „On Fire”, Efendi z Azerbejdżanu z piosenką „Cleopatra” oraz Destiny z Malty z utworem „All of My Love”. W ramach występu interwałowego odbyła się również prezentacja czterech języków narodowych Szwajcarii – niemieckiego, francuskiego, włoskiego i retoromańskiego, której towarzyszyła, wykonywana przez jeden z zespołów tanecznych, taneczna interpretacja zatytułowana „On Time”. Po ogłoszeniu wyników drugiego półfinału współprowadząca, Sandra Studer, wykonała zwycięski utwór z konkursu w 1990 roku – „Insieme: 1992”.
Finał rozpoczął się od występu Nemo, który wykonał swoją zwycięską piosenkę z konkursu w 2024 – „The Code”, po czym nastąpiła parada flag przedstawiająca wszystkich dwudziestu sześciu finalistów, wspierana przez Basel Police Brass Band i remiksy szwajcarskich hitów muzycznych. W ramach występu interwałowego wystąpiło czterech byłych szwajcarskich uczestników w konkursie, wykonujących swoje konkursowe piosenki: Peter, Sue i Marc („Io senza te”), Paola („Cinéma”), Luca Hänni („She Got Me”) i Gjon’s Tears („Tout l’univers”), oprócz tych występów zaprezentowali się również zdobywcy drugiego miejsca w poprzednich dwóch edycjach konkursu, którzy wykonywali swoje konkursowe piosenki, odpowiednio: Käärijä („Cha Cha Cha”) i Baby Lasagna („Rim Tim Tagi Dim”), a także wspólnie zaprezentowali swój nowy singiel „Eurodab”. Następnie pojawił się Nemo, który zaśpiewał „Unexplainable”.

### Próby
W dniach 3–6 maja odbyły się pierwsze próby techniczne półfinalistów, zaś od 7 do 9 maja odbyły się drugie próby. Państwa automatycznie awansujące do finału (Wielka Piątka i gospodarz – Szwajcaria) miały swoje pierwsze próby 8, a drugie 10 maja. W czasie pierwszych prób każda delegacja miała przydzielone 30 minut, natomiast podczas drugich – 20 minut.
Dzień przed każdym z kolejnych koncertów (12, 14 maja – półfinały i 16 maja – finał) odbyły się po dwie próby kostiumowe, z czego podczas jednej (tzw. próby jurorskiej) występy były oceniane przez jurorów i przyznane zostały punkty jurorskie. Natomiast w dni koncertów odbyły się próby generalne.

## Kontrowersje

### Rezygnacja reprezentantów Czarnogóry

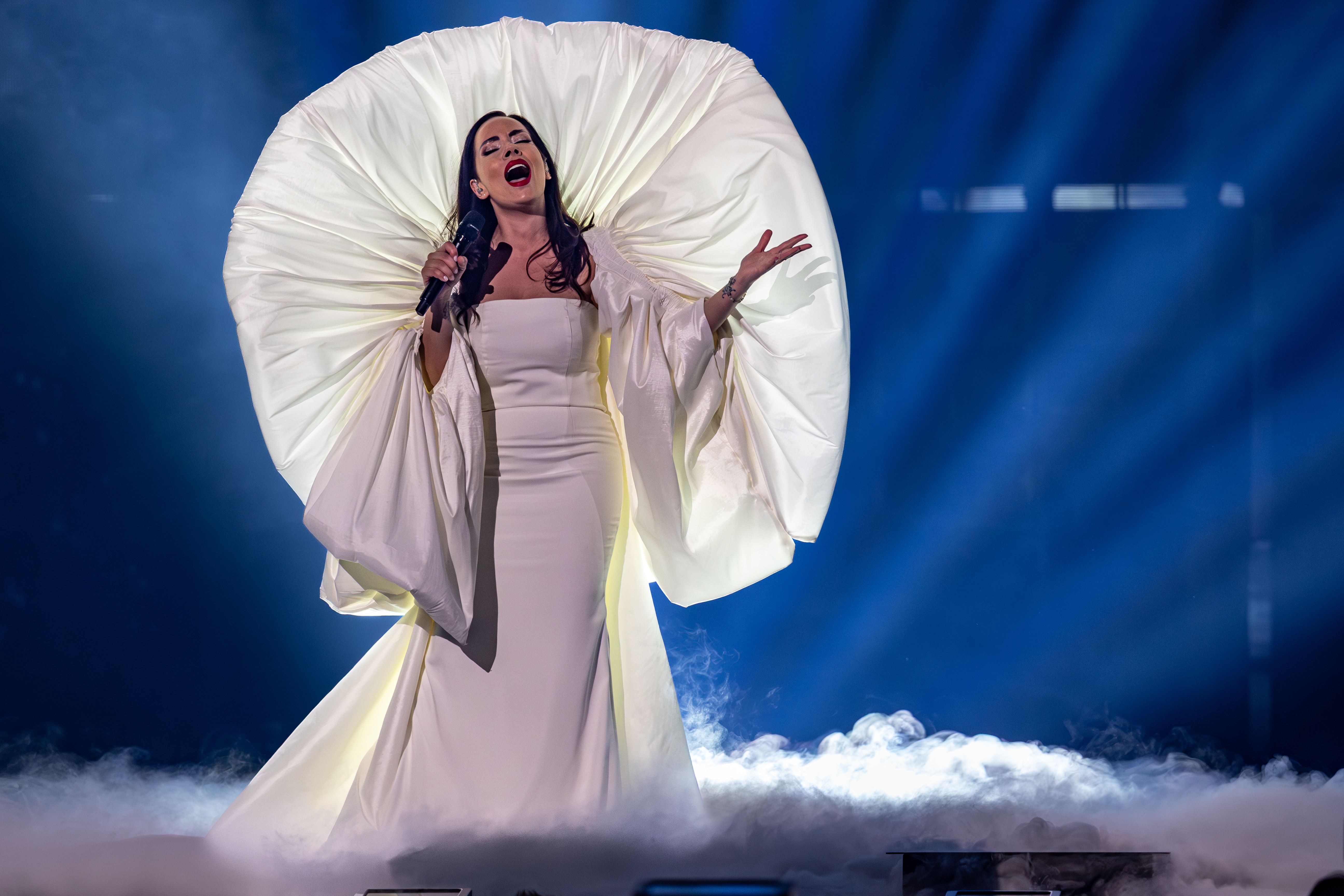
Nina Žižić, reprezentantka Czarnogóry, podczas występu w drugim półfinale

Finał czarnogórskich eliminacji eurowizyjnych Montesong 2024 zwyciężył zespół Neonoen z piosenką „Clickbait”. Muzycy premierowo wykonali demo utworu na festiwalu kultury zorganizowanym 9 i 10 czerwca 2023 na stadionie „Zabjela” w Podgoricy, czym naruszyli regulamin konkursu, który zakazuje publicznego wykonywania konkursowych piosenek przed 1 września roku poprzedzającego finał konkursu. 4 grudnia 2024 zespół poinformował o samowolnej rezygnacji z reprezentowania Czarnogóry w konkursie, ponieważ nie chce „promować swojej twórczości poprzez kontrowersje”. Cztery dni później telewizja czarnogórska ogłosiła, że nową reprezentantką kraju będzie Nina Žižić, która z utworem „Dobrodošli” zajęła drugie miejsce w finale Montesong 2024.

### Utwór Malty

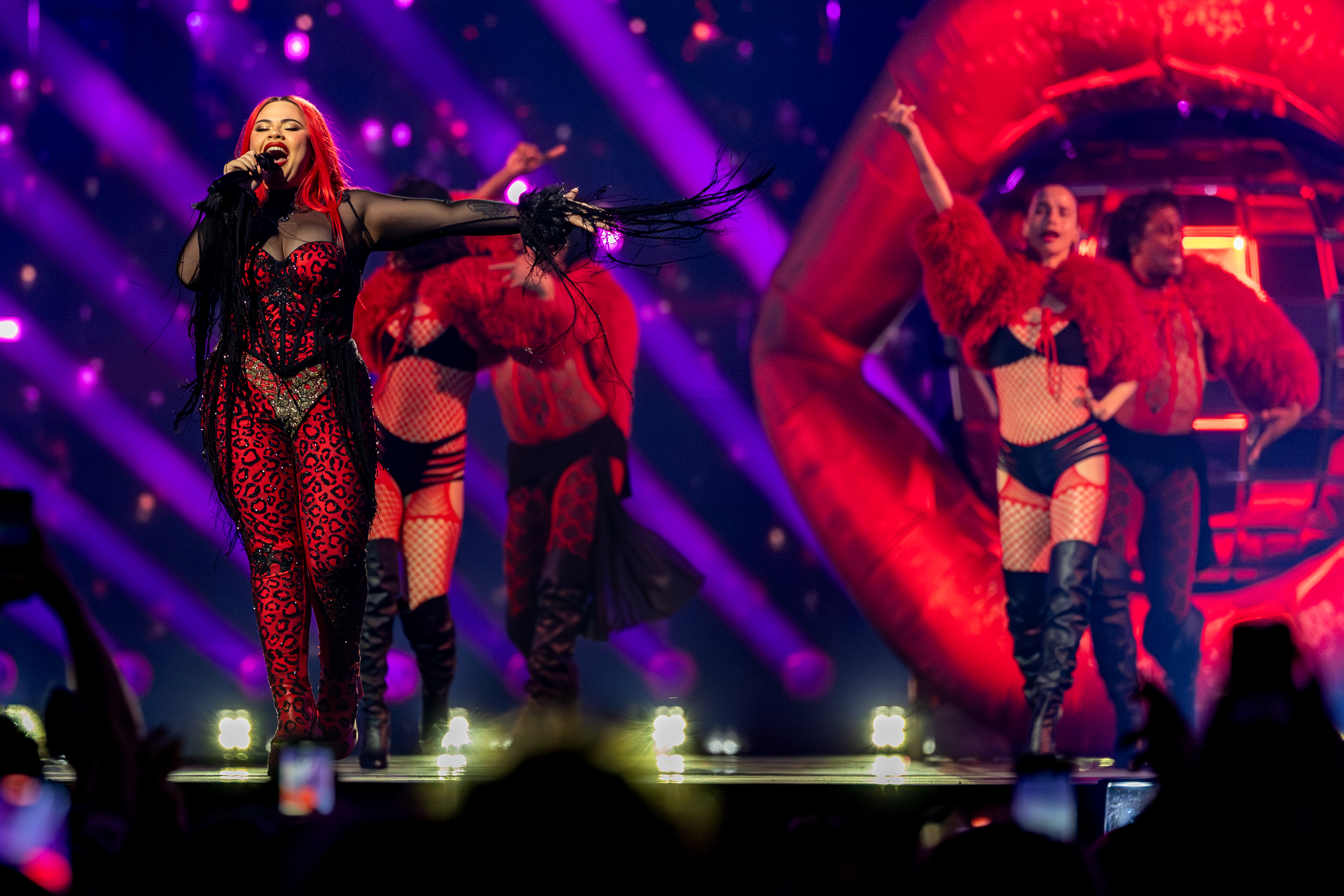
Miriana Conte, reprezentantka Malty, podczas występu w drugim półfinale

13 lutego 2025 Scott Mills, prowadzący audycję w brytyjskim radiu BBC, poinformował, że utwór „Kant” maltańskiej reprezentantki Miriany Conte nie mógłby zostać wyemitowany na antenie BBC Radio. Argumentował to naruszeniem zasad stacji w szczególności regulaminu ustanowionego przez Ofcom, który zabrania używania wulgarnego języka i przekleństw przed godziną 21:00. Kontrowersje wzbudziło słowo „kant” w tekście utworu, którego brzmienie w języku angielskim mogło zostać uznane za wulgarne. 4 marca 2025 maltański nadawca PBS ogłosił, że Europejska Unia Nadawców nakazała im usunięcie słowa „Kant” z tekstu utworu, na wniosek jednego z członków EBU. Przyczyną była fonetyczna zbieżność między maltańskim słowem „kant”, oznaczającym „śpiew”, a wulgarnym angielskim słowem „cunt” (pol. „pizda”). 5 marca decyzję EBU skrytykował maltański minister kultury Owen Bonnici określając ją „cenzurą artystyczną”, a prezes stacji PBS Keith Chetcuti zapowiedział odwołanie się do decyzji EBU, a także stwierdził, że jest to „cenzura i dyskryminacja języka maltańskiego”. 13 marca tytuł utworu został zmieniony na „Serving”.

### Polityka flagowa
25 kwietnia 2025 duński nadawca DR opublikował zmiany dotyczące polityki flagowej na konkurs w 2025. Artyści biorący udział w konkursie mogą eksponować flagę swojego kraju przedstawicielskiego wyłącznie w charakterze oficjalnym – w tym na scenie, w greenroomie, podczas ceremonii otwarcia oraz wioski eurowizyjnej, podczas gdy publiczność może eksponować dowolną flagę dozwoloną na mocy prawa szwajcarskiego, w tym flagi LGBT, flagi Palestyny i flagi Unii Europejskiej. Holenderski nadawca AVROTROS akceptując politykę flagową oświadczył, że będzie naciskał na zmiany w konkursie w przyszłym roku; jego reprezentanci spotkali się wcześniej z grupą obrońców praw osób LGBTQ+, COC Nederland, która nazwała zakaz flag osób LGBT dla artystów biorących udział w konkursie „skandalicznie śmiesznym”.

### Zwrotna wiadomość w głosowaniu Norwegii
Tuż po pierwszym półfinale norweski nadawca NRK poinformował, że widzowie chcąc oddać głos na Chorwację z Norwegii, otrzymali wiadomość zwrotną, że zagłosowali na Izrael (z racji tego, że Chorwacja i Izrael otrzymali ten sam numer startowy w różnych półfinałach). Europejska Unia Nadawców skomentowała, że wszystkie głosy przeliczono poprawnie i wiadomość zwrotna nie wpłynęła na wyniki pierwszego półfinału.

### Polityczne komentarze hiszpańskich komentatorów
Tuż po drugim półfinale izraelski nadawca KAN złożył skargę do Europejskiej Unii Nadawców na hiszpańskich komentatorów o to, że wspomnieli oni o ofiarach zamachu terrorystycznego w Strefie Gazy i podkreślili pokojowe przesłanie konkursu, co jak twierdzą przedstawiciele nadawcy, jest nie zgodne z regulaminem. Dzień później EBU poinformowała, że jeżeli nadawca RTVE i komentatorzy będą zachowywali się w identyczny sposób w finale, to mogą zostać ukarani karą grzywny.

## Kraje uczestniczące
Nadawcy publiczni mogli do 15 września 2024 składać wnioski o udział w konkursie, a do 11 października mieli czas na wycofanie ich bez narażania się na sankcje finansowe. 12 grudnia ogłoszono, że w konkursie wezmą udział nadawcy publiczni z trzydziestu ośmiu krajów, w tym m.in. telewizja z Czarnogóry, powracająca do konkursu po dwóch latach nieobecności. 22 stycznia 2025 telewizja z Mołdawii ogłosiła, że wycofuje się z udziału w konkursie, zmniejszając liczbę państw uczestniczących do trzydziestu siedmiu.

### Powracający artyści
W 69. Konkursie Piosenki Eurowizji wystąpili wykonawcy, którzy już w przeszłości występowali w konkursie. Reprezentantką Czarnogóry została Nina Žižić, która reprezentowała już wcześniej kraj w konkursie w 2013 z zespołem Who See. W barwach Polski ponownie wystąpiła Justyna Steczkowska, reprezentantka kraju w konkursie w 1995, stając się zarazem wykonawcą z najdłuższą przerwą między dwoma udziałami w konkursie (30 lat).
Autorką utworu „Wasted Love” austriackiego reprezentanta JJ-a jest Teya, reprezentantka Austrii podczas konkursu w 2023 roku. Współproducentem utworu „Mila” Princa reprezentującego Serbię jest Željko Joksimović, który reprezentował Serbię i Czarnogórę w konkursie w 2004 roku oraz Serbię w konkursie w 2012 roku.

## Uczestnicy i wyniki

### Pierwszy półfinał
- Pierwszy półfinał odbył się 13 maja 2025 o godzinie 21:00 (CEST).
- Podczas koncertu wystąpili przedstawiciele 15 uczestników półfinału, a także automatycznych finalistów: Hiszpanii, Szwajcarii i Włoch.
- Możliwość głosowania mieli telewidzowie krajów rywalizujących w tym koncercie oraz automatycznych finalistów w nim występujących, jak i widzowie z krajów nieuczestniczących („reszta świata”).
- Do finału zakwalifikowało się dziesięć krajów z największą liczbą punktów zdobytych w głosowaniu telewidzów.

| Lp. | Kraj        | Wykonawca           | Utwór                           | Język                | Miejsce | Punkty |
| --- | ----------- | ------------------- | ------------------------------- | -------------------- | ------- | ------ |
| 1   | Islandia    | Væb                 | „Róa”                           | islandzki            | 6       | 97     |
| 2   | Polska      | Justyna Steczkowska | „Gaja”                          | polski, angielski    | 7       | 85     |
| 3   | Słowenia    | Klemen              | „How Much Time Do We Have Left” | angielski            | 13      | 23     |
| 4   | Estonia     | Tommy Cash          | „Espresso Macchiato”            | włoski, angielski    | 5       | 113    |
| 5   | Ukraina     | Ziferblat           | „Bird of Pray”                  | ukraiński, angielski | 1       | 137    |
| 6   | Szwecja     | KAJ                 | „Bara bada bastu”               | szwedzki             | 4       | 118    |
| 7   | Portugalia  | Napa                | „Deslocado”                     | portugalski          | 9       | 56     |
| 8   | Norwegia    | Kyle Alessandro     | „Lighter”                       | angielski            | 8       | 82     |
| 9   | Belgia      | Red Sebastian       | „Strobe Lights”                 | angielski            | 14      | 23     |
| 10  | Azerbejdżan | Mamagama            | „Run with U”                    | angielski            | 15      | 7      |
| 11  | San Marino  | Gabry Ponte         | „Tutta l’Italia”                | włoski               | 10      | 46     |
| 12  | Albania     | Shkodra Elektronike | „Zjerm”                         | albański             | 2       | 122    |
| 13  | Holandia    | Claude              | „C’est la vie”                  | francuski, angielski | 3       | 121    |
| 14  | Chorwacja   | Marko Bošnjak       | „Poison Cake”                   | angielski            | 12      | 28     |
| 15  | Cypr        | Theo Evan           | „Shh”                           | angielski            | 11      | 44     |

Legenda:
     Kraje zakwalifikowane do finału
Tabela punktacyjna pierwszego półfinału
| Awans do finału     | Awans do finału | Kraje głosujące | Kraje głosujące | Kraje głosujące | Kraje głosujące | Kraje głosujące | Kraje głosujące | Kraje głosujące | Kraje głosujące | Kraje głosujące | Kraje głosujące | Kraje głosujące | Kraje głosujące | Kraje głosujące | Kraje głosujące | Kraje głosujące | Kraje głosujące | Kraje głosujące | Kraje głosujące | Kraje głosujące | Kraje głosujące | Kraje głosujące | Kraje głosujące | Kraje głosujące | Kraje głosujące | Kraje głosujące | Kraje głosujące | Kraje głosujące | Kraje głosujące | Kraje głosujące | Kraje głosujące | Kraje głosujące | Kraje głosujące | Kraje głosujące | Kraje głosujące | Kraje głosujące | Kraje głosujące | Kraje głosujące | Kraje głosujące | Kraje głosujące | Kraje głosujące | Kraje głosujące |
| Awans do finału     | Awans do finału | Suma punktów    | Islandia        | Polska          | Słowenia        | Estonia         | Ukraina         | Szwecja         | Portugalia      | Norwegia        | Belgia          | Azerbejdżan     | San Marino      | Albania         | Holandia        | Chorwacja       | Cypr            | Hiszpania       | Szwajcaria      | Włochy          | Reszta świata   |                 |                 |                 |                 |                 |                 |                 |                 |                 |                 |                 |                 |                 |                 |                 |                 |                 |                 |                 |                 |                 |
| Uczestnicy konkursu | Islandia        | 97              |                 | 6               | 5               | 7               | 2               | 12              | 2               | 8               | 5               |                 |                 | 5               | 10              | 7               | 7               | 5               | 4               | 4               | 8               |                 |                 |                 |                 |                 |                 |                 |                 |                 |                 |                 |                 |                 |                 |                 |                 |                 |                 |                 |                 |                 |
| Uczestnicy konkursu | Polska          | 85              | 7               |                 |                 |                 | 5               | 7               | 4               | 7               | 10              | 1               |                 | 2               | 12              | 1               | 4               | 10              | 6               | 3               | 6               |                 |                 |                 |                 |                 |                 |                 |                 |                 |                 |                 |                 |                 |                 |                 |                 |                 |                 |                 |                 |                 |
| Uczestnicy konkursu | Słowenia        | 23              |                 |                 |                 | 3               | 1               |                 |                 | 1               |                 | 2               | 8               | 1               |                 | 6               | 1               |                 |                 |                 |                 |                 |                 |                 |                 |                 |                 |                 |                 |                 |                 |                 |                 |                 |                 |                 |                 |                 |                 |                 |                 |                 |
| Uczestnicy konkursu | Estonia         | 113             | 6               | 8               | 1               |                 | 3               | 6               | 6               | 6               | 4               | 10              | 10              | 8               | 6               | 12              | 8               | 4               | 3               | 8               | 4               |                 |                 |                 |                 |                 |                 |                 |                 |                 |                 |                 |                 |                 |                 |                 |                 |                 |                 |                 |                 |                 |
| Uczestnicy konkursu | Ukraina         | 137             | 4               | 12              | 8               | 8               |                 | 4               | 12              | 5               | 6               | 7               | 6               | 10              | 8               | 4               | 12              | 12              | 2               | 7               | 10              |                 |                 |                 |                 |                 |                 |                 |                 |                 |                 |                 |                 |                 |                 |                 |                 |                 |                 |                 |                 |                 |
| Uczestnicy konkursu | Szwecja         | 118             | 12              | 7               | 4               | 12              | 4               |                 | 7               | 12              | 8               | 4               |                 | 6               | 7               | 8               | 5               | 2               | 7               | 6               | 7               |                 |                 |                 |                 |                 |                 |                 |                 |                 |                 |                 |                 |                 |                 |                 |                 |                 |                 |                 |                 |                 |
| Uczestnicy konkursu | Portugalia      | 56              | 1               | 3               | 3               | 6               | 7               | 2               |                 | 3               | 3               |                 | 4               |                 | 3               |                 |                 | 7               | 8               | 1               | 5               |                 |                 |                 |                 |                 |                 |                 |                 |                 |                 |                 |                 |                 |                 |                 |                 |                 |                 |                 |                 |                 |
| Uczestnicy konkursu | Norwegia        | 82              | 10              | 5               | 2               | 5               | 12              | 5               | 3               |                 | 2               | 8               |                 | 3               | 2               | 5               | 6               | 8               | 1               | 2               | 3               |                 |                 |                 |                 |                 |                 |                 |                 |                 |                 |                 |                 |                 |                 |                 |                 |                 |                 |                 |                 |                 |
| Uczestnicy konkursu | Belgia          | 23              | 5               |                 |                 | 1               |                 |                 |                 |                 |                 |                 | 12              |                 | 5               |                 |                 |                 |                 |                 |                 |                 |                 |                 |                 |                 |                 |                 |                 |                 |                 |                 |                 |                 |                 |                 |                 |                 |                 |                 |                 |                 |
| Uczestnicy konkursu | Azerbejdżan     | 7               |                 |                 |                 |                 |                 |                 |                 |                 |                 |                 | 7               |                 |                 |                 |                 |                 |                 |                 |                 |                 |                 |                 |                 |                 |                 |                 |                 |                 |                 |                 |                 |                 |                 |                 |                 |                 |                 |                 |                 |                 |
| Uczestnicy konkursu | San Marino      | 46              | 3               | 1               |                 | 4               |                 | 3               | 1               | 2               | 1               | 5               |                 | 4               |                 | 2               | 2               | 1               | 5               | 12              |                 |                 |                 |                 |                 |                 |                 |                 |                 |                 |                 |                 |                 |                 |                 |                 |                 |                 |                 |                 |                 |                 |
| Uczestnicy konkursu | Albania         | 122             | 2               | 10              | 7               | 2               | 10              | 10              | 8               | 4               | 7               | 6               | 1               |                 | 4               | 10              | 3               | 6               | 10              | 10              | 12              |                 |                 |                 |                 |                 |                 |                 |                 |                 |                 |                 |                 |                 |                 |                 |                 |                 |                 |                 |                 |                 |
| Uczestnicy konkursu | Holandia        | 121             | 8               | 4               | 6               | 10              | 6               | 8               | 10              | 10              | 12              | 3               | 3               | 7               |                 | 3               | 10              | 3               | 12              | 5               | 1               |                 |                 |                 |                 |                 |                 |                 |                 |                 |                 |                 |                 |                 |                 |                 |                 |                 |                 |                 |                 |                 |
| Uczestnicy konkursu | Chorwacja       | 28              |                 | 2               | 12              |                 | 8               | 1               |                 |                 |                 |                 | 2               |                 | 1               |                 |                 |                 |                 |                 | 2               |                 |                 |                 |                 |                 |                 |                 |                 |                 |                 |                 |                 |                 |                 |                 |                 |                 |                 |                 |                 |                 |
| Uczestnicy konkursu | Cypr            | 44              |                 |                 | 10              |                 |                 |                 | 5               |                 |                 | 12              | 5               | 12              |                 |                 |                 |                 |                 |                 |                 |                 |                 |                 |                 |                 |                 |                 |                 |                 |                 |                 |                 |                 |                 |                 |                 |                 |                 |                 |                 |                 |

### Drugi półfinał
- Drugi półfinał odbył się 15 maja 2025 o godzinie 21:00 (CEST).
- Podczas koncertu wystąpili przedstawiciele 16 uczestników półfinału, a także automatycznych finalistów: Francji, Niemiec i Wielkiej Brytanii.
- Możliwość głosowania mieli telewidzowie krajów rywalizujących w tym koncercie oraz automatycznych finalistów w nim występujących, jak i widzowie z krajów nieuczestniczących („reszta świata”).
- Do finału zakwalifikowało się dziesięć krajów z największą liczbą punktów zdobytych w głosowaniu telewidzów.

| Lp. | Kraj       | Wykonawca        | Utwór                     | Język                           | Miejsce | Punkty |
| --- | ---------- | ---------------- | ------------------------- | ------------------------------- | ------- | ------ |
| 1   | Australia  | Go-Jo            | „Milkshake Man”           | angielski                       | 11      | 41     |
| 2   | Czarnogóra | Nina Žižić       | „Dobrodošli”              | czarnogórski                    | 16      | 12     |
| 3   | Irlandia   | Emmy             | „Laika Party”             | angielski                       | 13      | 28     |
| 4   | Łotwa      | Tautumeitas      | „Bur man laimi”           | łotewski                        | 2       | 130    |
| 5   | Armenia    | Parg             | „Survivor”                | angielski, ormiański            | 10      | 51     |
| 6   | Austria    | JJ               | „Wasted Love”             | angielski                       | 5       | 104    |
| 7   | Grecja     | Klavdia          | „Asteromata” (Αστερομάτα) | grecki                          | 4       | 112    |
| 8   | Litwa      | Katarsis         | „Tavo akys”               | litewski                        | 6       | 103    |
| 9   | Malta      | Miriana Conte    | „Serving”                 | angielski                       | 9       | 53     |
| 10  | Gruzja     | Mariam Szengelia | „Freedom”                 | gruziński, angielski            | 15      | 28     |
| 11  | Dania      | Sissal           | „Hallucination”           | angielski                       | 8       | 61     |
| 12  | Czechy     | Adonxs           | „Kiss Kiss Goodbye”       | angielski                       | 12      | 29     |
| 13  | Luksemburg | Laura Thorn      | „La poupée monte le son”  | francuski                       | 7       | 62     |
| 14  | Izrael     | Juwal Rafael     | „New Day Will Rise”       | angielski, francuski, hebrajski | 1       | 203    |
| 15  | Serbia     | Princ            | „Mila”                    | serbski                         | 14      | 28     |
| 16  | Finlandia  | Erika Vikman     | „Ich komme”               | fiński                          | 3       | 115    |

Legenda:
     Kraje zakwalifikowane do finału
Tabela punktacyjna drugiego półfinału
| Awans do finału     | Awans do finału | Kraje głosujące | Kraje głosujące | Kraje głosujące | Kraje głosujące | Kraje głosujące | Kraje głosujące | Kraje głosujące | Kraje głosujące | Kraje głosujące | Kraje głosujące | Kraje głosujące | Kraje głosujące | Kraje głosujące | Kraje głosujące | Kraje głosujące | Kraje głosujące | Kraje głosujące | Kraje głosujące | Kraje głosujące | Kraje głosujące | Kraje głosujące | Kraje głosujące | Kraje głosujące | Kraje głosujące | Kraje głosujące | Kraje głosujące | Kraje głosujące | Kraje głosujące | Kraje głosujące | Kraje głosujące | Kraje głosujące | Kraje głosujące | Kraje głosujące | Kraje głosujące | Kraje głosujące | Kraje głosujące | Kraje głosujące | Kraje głosujące | Kraje głosujące | Kraje głosujące | Kraje głosujące |
| Awans do finału     | Awans do finału | Suma punktów    | Australia       | Czarnogóra      | Irlandia        | Łotwa           | Armenia         | Austria         | Grecja          | Litwa           | Malta           | Gruzja          | Dania           | Czechy          | Luksemburg      | Izrael          | Serbia          | Finlandia       | Francja         | Niemcy          | Wielka Brytania | Reszta świata   |                 |                 |                 |                 |                 |                 |                 |                 |                 |                 |                 |                 |                 |                 |                 |                 |                 |                 |                 |                 |
| Uczestnicy konkursu | Australia       | 41              |                 |                 | 3               | 6               |                 | 2               |                 | 6               | 5               | 1               | 3               | 1               |                 |                 |                 | 5               |                 | 2               | 5               | 2               |                 |                 |                 |                 |                 |                 |                 |                 |                 |                 |                 |                 |                 |                 |                 |                 |                 |                 |                 |                 |
| Uczestnicy konkursu | Czarnogóra      | 12              |                 |                 |                 |                 |                 |                 |                 |                 |                 |                 |                 |                 |                 |                 | 12              |                 |                 |                 |                 |                 |                 |                 |                 |                 |                 |                 |                 |                 |                 |                 |                 |                 |                 |                 |                 |                 |                 |                 |                 |                 |
| Uczestnicy konkursu | Irlandia        | 28              | 2               |                 |                 | 4               |                 |                 |                 | 2               | 6               |                 | 2               |                 | 2               |                 |                 | 2               |                 |                 | 7               | 1               |                 |                 |                 |                 |                 |                 |                 |                 |                 |                 |                 |                 |                 |                 |                 |                 |                 |                 |                 |                 |
| Uczestnicy konkursu | Łotwa           | 130             | 7               | 3               | 8               |                 | 4               | 8               | 3               | 12              | 3               | 7               | 8               | 10              | 7               | 4               | 4               | 10              | 6               | 8               | 8               | 10              |                 |                 |                 |                 |                 |                 |                 |                 |                 |                 |                 |                 |                 |                 |                 |                 |                 |                 |                 |                 |
| Uczestnicy konkursu | Armenia         | 51              |                 |                 |                 | 1               |                 |                 | 8               | 5               | 1               | 12              |                 | 3               |                 | 12              | 1               |                 | 8               |                 |                 |                 |                 |                 |                 |                 |                 |                 |                 |                 |                 |                 |                 |                 |                 |                 |                 |                 |                 |                 |                 |                 |
| Uczestnicy konkursu | Austria         | 104             | 3               | 7               | 6               | 7               | 8               |                 | 10              | 8               | 7               | 6               | 7               | 6               | 4               | 6               | 6               | 7               | 1               | 5               |                 |                 |                 |                 |                 |                 |                 |                 |                 |                 |                 |                 |                 |                 |                 |                 |                 |                 |                 |                 |                 |                 |
| Uczestnicy konkursu | Grecja          | 112             | 5               | 10              | 1               |                 | 12              | 7               |                 |                 | 8               | 5               | 4               | 4               | 10              | 8               | 10              | 1               | 7               | 10              | 3               | 7               |                 |                 |                 |                 |                 |                 |                 |                 |                 |                 |                 |                 |                 |                 |                 |                 |                 |                 |                 |                 |
| Uczestnicy konkursu | Litwa           | 103             | 1               | 5               | 10              | 12              | 1               |                 | 4               |                 | 2               | 8               | 6               | 8               | 8               |                 | 5               | 6               | 5               | 7               | 10              | 5               |                 |                 |                 |                 |                 |                 |                 |                 |                 |                 |                 |                 |                 |                 |                 |                 |                 |                 |                 |                 |
| Uczestnicy konkursu | Malta           | 53              | 8               | 4               | 4               |                 | 7               | 1               | 6               |                 |                 | 2               | 1               | 2               | 3               | 5               | 2               | 3               |                 |                 | 2               | 3               |                 |                 |                 |                 |                 |                 |                 |                 |                 |                 |                 |                 |                 |                 |                 |                 |                 |                 |                 |                 |
| Uczestnicy konkursu | Gruzja          | 28              |                 |                 |                 | 3               | 10              |                 | 5               | 3               |                 |                 |                 |                 |                 | 7               |                 |                 |                 |                 |                 |                 |                 |                 |                 |                 |                 |                 |                 |                 |                 |                 |                 |                 |                 |                 |                 |                 |                 |                 |                 |                 |
| Uczestnicy konkursu | Dania           | 61              | 6               | 2               | 5               | 2               | 3               | 3               |                 | 4               | 4               |                 |                 | 5               | 1               | 1               |                 | 8               | 3               | 4               | 6               | 4               |                 |                 |                 |                 |                 |                 |                 |                 |                 |                 |                 |                 |                 |                 |                 |                 |                 |                 |                 |                 |
| Uczestnicy konkursu | Czechy          | 29              |                 |                 |                 |                 | 5               | 5               |                 |                 |                 | 3               |                 |                 | 5               | 3               |                 |                 |                 |                 |                 | 8               |                 |                 |                 |                 |                 |                 |                 |                 |                 |                 |                 |                 |                 |                 |                 |                 |                 |                 |                 |                 |
| Uczestnicy konkursu | Luksemburg      | 62              | 4               | 1               | 2               | 5               |                 | 6               | 7               | 1               |                 |                 | 5               |                 |                 | 10              | 3               | 4               | 10              | 3               | 1               |                 |                 |                 |                 |                 |                 |                 |                 |                 |                 |                 |                 |                 |                 |                 |                 |                 |                 |                 |                 |                 |
| Uczestnicy konkursu | Izrael          | 203             | 12              | 8               | 12              | 10              | 2               | 12              | 12              | 10              | 12              | 10              | 12              | 12              | 12              |                 | 7               | 12              | 12              | 12              | 12              | 12              |                 |                 |                 |                 |                 |                 |                 |                 |                 |                 |                 |                 |                 |                 |                 |                 |                 |                 |                 |                 |
| Uczestnicy konkursu | Serbia          | 28              |                 | 12              |                 |                 |                 | 10              | 1               |                 |                 |                 |                 |                 |                 |                 |                 |                 | 4               | 1               |                 |                 |                 |                 |                 |                 |                 |                 |                 |                 |                 |                 |                 |                 |                 |                 |                 |                 |                 |                 |                 |                 |
| Uczestnicy konkursu | Finlandia       | 115             | 10              | 6               | 7               | 8               | 6               | 4               | 2               | 7               | 10              | 4               | 10              | 7               | 6               | 2               | 8               |                 | 2               | 6               | 4               | 6               |                 |                 |                 |                 |                 |                 |                 |                 |                 |                 |                 |                 |                 |                 |                 |                 |                 |                 |                 |                 |

### Finał
- Finał odbył się 17 maja 2025 od godziny 21:00 (CEST).
- Podczas koncertu wystąpili przedstawicie 26 krajów, w tym 20 uczestników półfinału, przedstawiciele krajów tzw. „Wielkiej Piątki” (tj. Francji, Hiszpanii, Niemiec, Wielkiej Brytanii i Włoch) oraz reprezentant gospodarza (Szwajcarii).
- O wynikach zadecydowali jurorzy i telewidzowie ze wszystkich krajów rywalizujących w konkursie, jak i widzowie z krajów nieuczestniczących („reszta świata”).
- Po zsumowaniu punktów ze wszystkich krajów, państwo z największą liczbą punktów zostało ogłoszone zwycięzcą 69. Konkursu Piosenki Eurowizji.

| Lp. | Kraj            | Wykonawca           | Utwór                          | Język                           | Miejsce | Punkty |
| --- | --------------- | ------------------- | ------------------------------ | ------------------------------- | ------- | ------ |
| 1   | Norwegia        | Kyle Alessandro     | „Lighter”                      | angielski                       | 18      | 89     |
| 2   | Luksemburg      | Laura Thorn         | „La poupée monte le son”       | francuski                       | 22      | 47     |
| 3   | Estonia         | Tommy Cash          | „Espresso Macchiato”           | włoski, angielski               | 3       | 356    |
| 4   | Izrael          | Juwal Rafael        | „New Day Will Rise”            | angielski, francuski, hebrajski | 2       | 357    |
| 5   | Litwa           | Katarsis            | „Tavo akys”                    | litewski                        | 16      | 96     |
| 6   | Hiszpania       | Melody              | „Esa diva”                     | hiszpański                      | 24      | 37     |
| 7   | Ukraina         | Ziferblat           | „Bird of Pray”                 | ukraiński, angielski            | 9       | 218    |
| 8   | Wielka Brytania | Remember Monday     | „What the Hell Just Happened?” | angielski                       | 19      | 88     |
| 9   | Austria         | JJ                  | „Wasted Love”                  | angielski                       | 1       | 436    |
| 10  | Islandia        | Væb                 | „Róa”                          | islandzki                       | 25      | 33     |
| 11  | Łotwa           | Tautumeitas         | „Bur man laimi”                | łotewski                        | 13      | 158    |
| 12  | Holandia        | Claude              | „C’est la vie”                 | francuski, angielski            | 12      | 175    |
| 13  | Finlandia       | Erika Vikman        | „Ich komme”                    | fiński                          | 11      | 196    |
| 14  | Włochy          | Lucio Corsi         | „Volevo essere un duro”        | włoski                          | 5       | 256    |
| 15  | Polska          | Justyna Steczkowska | „Gaja”                         | polski, angielski               | 14      | 156    |
| 16  | Niemcy          | Abor & Tynna        | „Baller”                       | niemiecki                       | 15      | 151    |
| 17  | Grecja          | Klavdia             | „Asteromata” (Αστερομάτα)      | grecki                          | 6       | 231    |
| 18  | Armenia         | Parg                | „Survivor”                     | angielski, ormiański            | 20      | 72     |
| 19  | Szwajcaria      | Zoë Më              | „Voyage”                       | francuski                       | 10      | 214    |
| 20  | Malta           | Miriana Conte       | „Serving”                      | angielski                       | 17      | 91     |
| 21  | Portugalia      | Napa                | „Deslocado”                    | portugalski                     | 21      | 50     |
| 22  | Dania           | Sissal              | „Hallucination”                | angielski                       | 23      | 47     |
| 23  | Szwecja         | KAJ                 | „Bara bada bastu”              | szwedzki                        | 4       | 321    |
| 24  | Francja         | Louane              | „Maman”                        | francuski                       | 7       | 230    |
| 25  | San Marino      | Gabry Ponte         | „Tutta l’Italia”               | włoski                          | 26      | 27     |
| 26  | Albania         | Shkodra Elektronike | „Zjerm”                        | albański                        | 8       | 218    |

| Wyniki jurorów i telewidzów | Wyniki jurorów i telewidzów | Wyniki jurorów i telewidzów | Wyniki jurorów i telewidzów | Wyniki jurorów i telewidzów |
| Miejsce                     | Telewidzowie                | Punkty                      | Jurorzy                     | Punkty                      |
| --------------------------- | --------------------------- | --------------------------- | --------------------------- | --------------------------- |
| 1                           | Izrael                      | 297                         | Austria                     | 258                         |
| 2                           | Estonia                     | 258                         | Szwajcaria                  | 214                         |
| 3                           | Szwecja                     | 195                         | Francja                     | 180                         |
| 4                           | Austria                     | 178                         | Włochy                      | 159                         |
| 5                           | Albania                     | 173                         | Holandia                    | 133                         |
| 6                           | Ukraina                     | 158                         | Szwecja                     | 126                         |
| 7                           | Polska                      | 139                         | Łotwa                       | 116                         |
| 8                           | Grecja                      | 126                         | Grecja                      | 105                         |
| 9                           | Finlandia                   | 108                         | Estonia                     | 98                          |
| 10                          | Włochy                      | 97                          | Wielka Brytania             | 88                          |
| 11                          | Niemcy                      | 74                          | Finlandia                   | 88                          |
| 12                          | Norwegia                    | 67                          | Malta                       | 83                          |
| 13                          | Litwa                       | 62                          | Niemcy                      | 77                          |
| 14                          | Francja                     | 50                          | Ukraina                     | 60                          |
| 15                          | Holandia                    | 42                          | Izrael                      | 60                          |
| 16                          | Łotwa                       | 42                          | Albania                     | 45                          |
| 17                          | Islandia                    | 33                          | Dania                       | 45                          |
| 18                          | Armenia                     | 30                          | Armenia                     | 42                          |
| 19                          | Luksemburg                  | 24                          | Portugalia                  | 37                          |
| 20                          | San Marino                  | 18                          | Litwa                       | 34                          |
| 21                          | Portugalia                  | 13                          | Hiszpania                   | 27                          |
| 22                          | Hiszpania                   | 10                          | Luksemburg                  | 23                          |
| 23                          | Malta                       | 8                           | Norwegia                    | 22                          |
| 24                          | Dania                       | 2                           | Polska                      | 17                          |
| 25                          | Wielka Brytania             | 0                           | San Marino                  | 9                           |
| 26                          | Szwajcaria                  | 0                           | Islandia                    | 0                           |

Tabela punktacyjna finału
| Jurorzy Telewidzowie | Jurorzy Telewidzowie | Kraje głosujące | Kraje głosujące | Kraje głosujące | Kraje głosujące | Kraje głosujące | Kraje głosujące | Kraje głosujące | Kraje głosujące | Kraje głosujące | Kraje głosujące | Kraje głosujące | Kraje głosujące | Kraje głosujące | Kraje głosujące | Kraje głosujące | Kraje głosujące | Kraje głosujące | Kraje głosujące | Kraje głosujące | Kraje głosujące | Kraje głosujące | Kraje głosujące | Kraje głosujące | Kraje głosujące | Kraje głosujące | Kraje głosujące | Kraje głosujące | Kraje głosujące | Kraje głosujące | Kraje głosujące | Kraje głosujące | Kraje głosujące | Kraje głosujące | Kraje głosujące | Kraje głosujące | Kraje głosujące | Kraje głosujące | Kraje głosujące | Kraje głosujące | Kraje głosujące | Kraje głosujące | Kraje głosujące |
| Jurorzy Telewidzowie | Jurorzy Telewidzowie | Suma punktów    | Suma punktów    | Norwegia        | Luksemburg      | Estonia         | Izrael          | Litwa           | Hiszpania       | Ukraina         | Wielka Brytania | Austria         | Islandia        | Łotwa           | Holandia        | Finlandia       | Włochy          | Polska          | Niemcy          | Grecja          | Armenia         | Szwajcaria      | Malta           | Portugalia      | Dania           | Szwecja         | Francja         | San Marino      | Albania         | Australia       | Azerbejdżan     | Belgia          | Chorwacja       | Cypr            | Czarnogóra      | Czechy          | Gruzja          | Irlandia        | Serbia          | Słowenia        | Reszta świata   |                 |                 |
| Kraje uczestniczące  | Norwegia             | 89              | 22              |                 |                 |                 |                 |                 |                 |                 |                 |                 | 6               |                 |                 |                 |                 | 2               | 1               |                 |                 |                 |                 |                 |                 | 4               |                 |                 |                 |                 |                 |                 | 1               |                 |                 | 6               |                 |                 |                 | 2               |                 |                 |                 |
| Kraje uczestniczące  | Norwegia             | 89              | 67              |                 |                 |                 |                 | 2               | 2               | 10              |                 |                 | 8               | 1               |                 |                 | 1               | 3               |                 | 4               | 4               |                 | 6               |                 |                 |                 |                 |                 |                 |                 | 6               |                 | 4               | 5               |                 | 2               | 4               |                 | 3               | 2               |                 |                 |                 |
| Kraje uczestniczące  | Luksemburg           | 47              | 23              |                 |                 |                 | 2               |                 |                 | 3               | 4               | 1               |                 | 3               | 6               |                 |                 |                 |                 |                 |                 |                 |                 |                 |                 |                 |                 |                 |                 |                 |                 |                 |                 |                 | 4               |                 |                 |                 |                 |                 |                 |                 |                 |
| Kraje uczestniczące  | Luksemburg           | 47              | 24              |                 |                 |                 | 3               |                 |                 |                 |                 |                 |                 |                 |                 |                 |                 |                 |                 |                 |                 |                 |                 |                 |                 |                 | 1               |                 | 8               |                 |                 |                 |                 |                 | 8               |                 |                 |                 |                 | 4               |                 |                 |                 |
| Kraje uczestniczące  | Estonia              | 356             | 98              | 4               | 3               |                 |                 | 7               |                 | 5               | 3               | 3               | 3               | 1               |                 | 4               | 10              |                 |                 |                 | 2               | 5               | 3               | 3               |                 |                 |                 | 7               |                 | 3               | 7               | 10              | 5               |                 |                 |                 |                 |                 | 3               | 7               |                 |                 |                 |
| Kraje uczestniczące  | Estonia              | 356             | 258             | 7               | 5               |                 | 10              | 10              | 7               | 2               | 6               | 8               | 7               | 12              | 8               | 8               | 7               | 10              | 4               | 8               | 12              | 2               | 12              | 1               | 6               | 8               |                 | 7               | 5               | 6               | 8               | 2               | 12              | 7               | 10              | 6               | 8               | 6               | 12              | 7               | 2               |                 |                 |
| Kraje uczestniczące  | Izrael               | 357             | 60              |                 | 1               |                 |                 |                 |                 | 2               |                 |                 |                 |                 | 5               | 2               |                 |                 | 3               | 1               |                 |                 |                 |                 | 3               |                 | 7               |                 | 5               |                 | 12              |                 | 6               | 5               |                 |                 | 1               | 7               |                 |                 |                 |                 |                 |
| Kraje uczestniczące  | Izrael               | 357             | 297             | 10              | 12              | 2               |                 | 3               | 12              | 1               | 12              | 7               | 4               | 7               | 12              | 10              | 8               |                 | 12              | 7               |                 | 12              | 5               | 12              | 8               | 12              | 12              | 10              | 7               | 12              | 12              | 12              |                 | 10              | 7               | 10              | 7               | 10              | 2               | 6               | 12              |                 |                 |
| Kraje uczestniczące  | Litwa                | 96              | 34              |                 |                 |                 |                 |                 |                 |                 | 6               |                 |                 | 7               | 4               |                 |                 | 6               |                 |                 |                 |                 |                 |                 |                 |                 |                 | 3               |                 |                 |                 |                 |                 |                 | 3               | 5               |                 | 8               |                 |                 |                 |                 |                 |
| Kraje uczestniczące  | Litwa                | 96              | 62              | 4               | 4               | 1               |                 |                 |                 | 12              | 8               |                 |                 | 10              |                 | 1               |                 | 6               |                 |                 |                 |                 |                 |                 | 2               |                 |                 |                 |                 |                 |                 |                 |                 |                 |                 |                 | 6               |                 |                 |                 |                 |                 |                 |
| Kraje uczestniczące  | Hiszpania            | 37              | 27              |                 |                 |                 |                 |                 |                 |                 |                 |                 |                 |                 |                 |                 |                 |                 |                 |                 |                 |                 | 5               |                 |                 | 2               | 5               |                 | 10              |                 | 5               |                 |                 |                 |                 |                 |                 |                 |                 |                 |                 |                 |                 |
| Kraje uczestniczące  | Hiszpania            | 37              | 10              |                 |                 |                 |                 |                 |                 |                 |                 |                 |                 |                 |                 |                 |                 |                 |                 |                 |                 |                 |                 | 6               |                 |                 |                 |                 |                 |                 |                 |                 |                 |                 |                 |                 |                 | 1               |                 |                 | 3               |                 |                 |
| Kraje uczestniczące  | Ukraina              | 218             | 60              | 1               |                 |                 | 4               | 2               | 2               |                 |                 |                 |                 |                 |                 |                 | 2               |                 |                 |                 | 4               | 1               |                 | 8               | 2               | 5               |                 | 4               |                 |                 | 8               |                 | 2               |                 |                 |                 | 6               |                 | 4               | 5               |                 |                 |                 |
| Kraje uczestniczące  | Ukraina              | 218             | 158             | 2               |                 | 6               | 12              | 7               | 10              |                 |                 |                 |                 | 6               | 4               | 2               | 6               | 12              | 3               |                 |                 |                 |                 | 10              | 4               | 4               | 6               | 4               |                 |                 | 4               |                 | 2               | 8               | 6               | 12              | 10              | 7               |                 | 3               | 8               |                 |                 |
| Kraje uczestniczące  | Wielka Brytania      | 88              | 88              | 7               | 6               | 5               |                 |                 | 6               | 10              |                 | 7               | 5               |                 |                 | 5               | 12              | 1               |                 |                 |                 | 4               |                 | 2               | 4               |                 |                 | 2               |                 |                 |                 |                 |                 |                 |                 | 10              |                 | 2               |                 |                 |                 |                 |                 |
| Kraje uczestniczące  | Wielka Brytania      | 88              | 0               |                 |                 |                 |                 |                 |                 |                 |                 |                 |                 |                 |                 |                 |                 |                 |                 |                 |                 |                 |                 |                 |                 |                 |                 |                 |                 |                 |                 |                 |                 |                 |                 |                 |                 |                 |                 |                 |                 |                 |                 |
| Kraje uczestniczące  | Austria              | 436             | 258             | 12              | 10              | 6               | 6               | 4               | 7               | 1               | 8               |                 | 8               | 12              | 12              | 12              |                 | 7               | 12              | 10              | 8               | 7               | 7               | 6               | 5               | 12              | 4               |                 | 7               | 7               |                 | 12              | 10              | 7               | 8               |                 |                 | 12              | 8               | 10              |                 |                 |                 |
| Kraje uczestniczące  | Austria              | 436             | 178             | 1               |                 |                 | 8               | 5               | 4               | 6               |                 |                 | 3               | 4               | 3               | 7               | 4               | 7               | 6               | 10              | 7               | 6               | 10              | 7               | 3               |                 | 2               | 5               | 6               | 3               | 10              | 3               | 5               | 6               | 3               | 4               | 5               | 4               | 10              | 10              | 1               |                 |                 |
| Kraje uczestniczące  | Islandia             | 33              | 0               |                 |                 |                 |                 |                 |                 |                 |                 |                 |                 |                 |                 |                 |                 |                 |                 |                 |                 |                 |                 |                 |                 |                 |                 |                 |                 |                 |                 |                 |                 |                 |                 |                 |                 |                 |                 |                 |                 |                 |                 |
| Kraje uczestniczące  | Islandia             | 33              | 33              | 3               |                 | 5               |                 |                 |                 |                 |                 | 1               |                 |                 |                 | 6               |                 |                 | 1               |                 |                 |                 |                 |                 | 10              | 5               |                 |                 |                 |                 |                 |                 | 1               |                 |                 |                 |                 |                 |                 | 1               |                 |                 |                 |
| Kraje uczestniczące  | Łotwa                | 158             | 116             | 6               | 2               | 3               | 7               | 12              |                 | 6               | 12              | 4               |                 |                 | 3               |                 |                 |                 |                 |                 | 1               |                 |                 | 7               | 12              |                 |                 | 8               |                 | 10              |                 | 7               | 7               |                 |                 |                 | 8               |                 | 1               |                 |                 |                 |                 |
| Kraje uczestniczące  | Łotwa                | 158             | 42              | 1               |                 | 8               |                 | 12              |                 | 8               | 3               |                 |                 |                 |                 | 3               |                 | 2               |                 |                 |                 |                 |                 |                 |                 |                 |                 |                 |                 | 2               |                 |                 |                 |                 |                 |                 |                 | 3               |                 |                 |                 |                 |                 |
| Kraje uczestniczące  | Holandia             | 175             | 133             | 5               | 7               | 1               |                 | 8               | 10              |                 |                 | 2               | 10              |                 |                 |                 |                 | 10              |                 | 8               | 3               | 6               |                 | 5               |                 | 8               | 3               |                 | 3               |                 | 3               | 3               |                 | 8               | 2               | 7               | 7               | 10              |                 | 4               |                 |                 |                 |
| Kraje uczestniczące  | Holandia             | 175             | 42              | 5               |                 | 4               |                 | 1               |                 |                 |                 | 3               | 6               |                 |                 |                 |                 |                 |                 | 6               | 2               | 1               |                 | 3               |                 | 2               |                 | 2               | 1               |                 |                 | 5               |                 | 1               |                 |                 |                 |                 |                 |                 |                 |                 |                 |
| Kraje uczestniczące  | Finlandia            | 196             | 88              | 8               |                 | 10              |                 |                 |                 |                 | 5               | 12              | 1               | 10              |                 |                 | 1               |                 |                 |                 | 10              | 3               | 6               |                 | 6               | 6               |                 |                 |                 | 2               |                 | 4               |                 |                 |                 |                 |                 | 4               |                 |                 |                 |                 |                 |
| Kraje uczestniczące  | Finlandia            | 196             | 108             | 6               |                 | 10              | 1               |                 | 6               |                 | 4               | 2               | 5               | 3               | 6               |                 |                 | 1               |                 |                 | 1               |                 | 7               |                 | 5               | 10              |                 |                 |                 | 10              | 5               |                 | 7               |                 |                 | 3               |                 | 5               | 6               |                 | 5               |                 |                 |
| Jurorzy Telewidzowie | Jurorzy Telewidzowie | Kraje głosujące | Kraje głosujące | Kraje głosujące | Kraje głosujące | Kraje głosujące | Kraje głosujące | Kraje głosujące | Kraje głosujące | Kraje głosujące | Kraje głosujące | Kraje głosujące | Kraje głosujące | Kraje głosujące | Kraje głosujące | Kraje głosujące | Kraje głosujące | Kraje głosujące | Kraje głosujące | Kraje głosujące | Kraje głosujące | Kraje głosujące | Kraje głosujące | Kraje głosujące | Kraje głosujące | Kraje głosujące | Kraje głosujące | Kraje głosujące | Kraje głosujące | Kraje głosujące | Kraje głosujące | Kraje głosujące | Kraje głosujące | Kraje głosujące | Kraje głosujące | Kraje głosujące | Kraje głosujące | Kraje głosujące | Kraje głosujące | Kraje głosujące | Kraje głosujące | Kraje głosujące | Kraje głosujące |
| Jurorzy Telewidzowie | Jurorzy Telewidzowie | Suma punktów    | Suma punktów    | Norwegia        | Luksemburg      | Estonia         | Izrael          | Litwa           | Hiszpania       | Ukraina         | Wielka Brytania | Austria         | Islandia        | Łotwa           | Holandia        | Finlandia       | Włochy          | Polska          | Niemcy          | Grecja          | Armenia         | Szwajcaria      | Malta           | Portugalia      | Dania           | Szwecja         | Francja         | San Marino      | Albania         | Australia       | Azerbejdżan     | Belgia          | Chorwacja       | Cypr            | Czarnogóra      | Czechy          | Gruzja          | Irlandia        | Serbia          | Słowenia        | Reszta świata   |                 |                 |
| Uczestnicy konkursu  | Włochy               | 256             | 159             |                 |                 | 4               | 3               | 10              | 4               | 8               |                 |                 | 2               |                 |                 |                 |                 | 8               | 5               | 4               |                 | 12              | 4               | 12              | 8               |                 | 9               | 12              |                 |                 | 10              | 5               | 12              | 3               |                 | 3               | 12              |                 |                 | 12              |                 |                 |                 |
| Uczestnicy konkursu  | Włochy               | 256             | 97              |                 |                 | 7               |                 | 6               |                 | 7               |                 | 10              |                 | 2               | 2               |                 |                 |                 | 2               |                 |                 | 8               | 8               | 8               |                 | 1               | 3               | 3               | 10              |                 |                 | 1               | 6               |                 | 1               |                 |                 |                 |                 | 12              |                 |                 |                 |
| Uczestnicy konkursu  | Polska               | 156             | 17              |                 |                 | 2               | 1               |                 |                 |                 |                 |                 |                 |                 |                 |                 |                 |                 | 2               |                 |                 |                 |                 |                 |                 |                 | 1               |                 |                 | 5               | 4               | 2               |                 |                 |                 |                 |                 |                 |                 |                 |                 |                 |                 |
| Uczestnicy konkursu  | Polska               | 156             | 139             | 8               | 3               |                 |                 |                 | 8               | 3               | 10              | 5               | 12              |                 | 10              |                 | 3               |                 | 7               |                 |                 | 3               | 2               |                 | 7               | 6               | 7               | 6               |                 | 1               |                 | 10              |                 | 4               |                 | 8               |                 | 12              |                 |                 | 4               |                 |                 |
| Uczestnicy konkursu  | Niemcy               | 151             | 77              |                 | 4               |                 | 10              | 5               | 3               | 12              |                 |                 |                 | 2               |                 | 1               | 8               |                 |                 | 5               |                 |                 |                 |                 |                 |                 |                 |                 |                 |                 | 2               | 1               |                 |                 |                 | 12              | 2               |                 | 10              |                 |                 |                 |                 |
| Uczestnicy konkursu  | Niemcy               | 151             | 74              |                 |                 | 3               | 5               | 8               |                 | 5               |                 | 12              | 1               | 5               | 1               | 5               |                 | 5               |                 | 3               | 5               |                 |                 |                 | 1               |                 |                 |                 | 4               |                 |                 |                 | 3               |                 |                 | 1               | 2               |                 | 5               |                 |                 |                 |                 |
| Uczestnicy konkursu  | Grecja               | 231             | 105             |                 |                 |                 | 12              |                 |                 |                 | 1               |                 |                 |                 |                 | 3               |                 | 4               | 6               |                 |                 |                 | 10              | 1               |                 |                 | 8               |                 | 6               | 12              |                 |                 | 4               | 12              | 12              |                 | 5               | 3               | 6               |                 |                 |                 |                 |
| Uczestnicy konkursu  | Grecja               | 231             | 126             |                 | 10              |                 | 7               |                 |                 |                 | 2               |                 |                 |                 | 5               |                 | 2               |                 | 10              |                 | 8               | 7               |                 |                 |                 | 3               | 4               | 12              | 12              | 7               |                 | 6               |                 | 12              | 4               |                 |                 |                 | 8               |                 | 7               |                 |                 |
| Uczestnicy konkursu  | Armenia              | 72              | 42              |                 |                 |                 | 5               |                 |                 |                 |                 |                 |                 | 4               |                 |                 |                 |                 |                 | 3               |                 |                 | 12              |                 | 1               |                 | 10              |                 |                 |                 |                 |                 |                 |                 | 1               |                 | 3               | 1               | 2               |                 |                 |                 |                 |
| Uczestnicy konkursu  | Armenia              | 72              | 30              |                 |                 |                 | 6               |                 |                 |                 |                 |                 |                 |                 |                 |                 |                 |                 |                 | 2               |                 |                 |                 |                 |                 |                 | 8               |                 |                 |                 |                 |                 |                 | 2               |                 |                 | 12              |                 |                 |                 |                 |                 |                 |
| Uczestnicy konkursu  | Szwajcaria           | 214             | 214             | 3               | 8               | 12              |                 | 3               | 12              | 7               |                 |                 | 7               | 8               | 10              | 6               | 4               | 12              | 7               | 6               | 7               |                 | 2               | 10              | 10              | 10              | 2               | 10              | 8               | 1               | 1               | 8               | 8               | 6               | 7               |                 | 4               |                 | 7               | 8               |                 |                 |                 |
| Uczestnicy konkursu  | Szwajcaria           | 214             | 0               |                 |                 |                 |                 |                 |                 |                 |                 |                 |                 |                 |                 |                 |                 |                 |                 |                 |                 |                 |                 |                 |                 |                 |                 |                 |                 |                 |                 |                 |                 |                 |                 |                 |                 |                 |                 |                 |                 |                 |                 |
| Uczestnicy konkursu  | Malta                | 91              | 83              |                 |                 |                 | 8               |                 | 5               |                 | 7               | 10              |                 | 5               |                 | 7               | 5               |                 | 8               |                 | 5               |                 |                 |                 |                 | 1               |                 | 1               |                 | 8               |                 |                 |                 |                 | 5               | 2               |                 | 6               |                 |                 |                 |                 |                 |
| Uczestnicy konkursu  | Malta                | 91              | 8               |                 |                 |                 |                 |                 |                 |                 | 1               |                 |                 |                 |                 |                 |                 |                 |                 |                 |                 |                 |                 |                 |                 |                 |                 |                 |                 | 5               | 1               |                 |                 |                 |                 |                 |                 |                 | 1               |                 |                 |                 |                 |
| Uczestnicy konkursu  | Portugalia           | 50              | 37              |                 |                 |                 |                 | 6               |                 | 4               |                 |                 |                 |                 | 7               |                 |                 |                 |                 |                 |                 | 2               |                 |                 |                 |                 |                 | 6               | 1               |                 | 6               |                 |                 |                 |                 | 4               |                 |                 |                 | 1               |                 |                 |                 |
| Uczestnicy konkursu  | Portugalia           | 50              | 13              |                 | 8               |                 |                 |                 |                 |                 |                 |                 |                 |                 |                 |                 |                 |                 |                 |                 |                 |                 |                 |                 |                 |                 | 5               |                 |                 |                 |                 |                 |                 |                 |                 |                 |                 |                 |                 |                 |                 |                 |                 |
| Uczestnicy konkursu  | Dania                | 47              | 45              |                 |                 |                 |                 |                 |                 |                 | 10              | 8               |                 |                 |                 |                 | 7               |                 |                 |                 |                 |                 |                 |                 |                 |                 |                 |                 |                 | 4               |                 |                 |                 |                 |                 | 1               | 10              |                 | 5               |                 |                 |                 |                 |
| Uczestnicy konkursu  | Dania                | 47              | 2               |                 |                 |                 |                 |                 |                 |                 |                 |                 | 2               |                 |                 |                 |                 |                 |                 |                 |                 |                 |                 |                 |                 |                 |                 |                 |                 |                 |                 |                 |                 |                 |                 |                 |                 |                 |                 |                 |                 |                 |                 |
| Uczestnicy konkursu  | Szwecja              | 321             | 126             | 10              | 5               | 8               |                 | 1               |                 |                 |                 | 5               | 12              |                 | 8               | 10              |                 |                 | 4               | 7               | 6               | 10              | 1               |                 | 7               |                 |                 |                 | 4               | 6               |                 | 6               | 3               | 2               |                 |                 |                 | 5               |                 | 6               |                 |                 |                 |
| Uczestnicy konkursu  | Szwecja              | 321             | 195             | 12              | 2               | 12              | 2               | 4               | 5               | 4               | 7               | 4               | 10              | 8               | 7               | 12              | 5               | 8               | 5               | 1               | 6               | 5               | 1               | 4               | 12              |                 |                 | 1               | 2               | 8               | 3               | 4               | 8               |                 | 5               | 7               | 1               | 2               | 7               | 5               | 6               |                 |                 |
| Uczestnicy konkursu  | Francja              | 230             | 180             | 2               | 12              | 6               |                 |                 | 8               |                 | 2               | 6               | 4               | 6               | 2               | 8               |                 | 3               | 10              | 12              | 12              | 8               | 8               |                 |                 | 7               |                 | 5               | 12              |                 |                 |                 |                 | 10              | 6               | 8               |                 | 8               | 12              | 3               |                 |                 |                 |
| Uczestnicy konkursu  | Francja              | 230             | 50              |                 | 6               |                 | 4               |                 | 1               |                 |                 |                 |                 |                 |                 |                 |                 |                 |                 | 5               | 10              | 4               |                 | 5               |                 |                 |                 |                 |                 |                 | 2               | 8               |                 | 3               | 2               |                 |                 |                 |                 |                 |                 |                 |                 |
| Uczestnicy konkursu  | San Marino           | 27              | 9               |                 |                 |                 |                 |                 |                 |                 |                 |                 |                 |                 |                 |                 | 6               |                 |                 |                 |                 |                 |                 |                 |                 |                 |                 |                 | 2               |                 |                 |                 |                 | 1               |                 |                 |                 |                 |                 |                 |                 |                 |                 |
| Uczestnicy konkursu  | San Marino           | 27              | 18              |                 |                 |                 |                 |                 |                 |                 |                 |                 |                 |                 |                 |                 | 12              |                 |                 |                 |                 |                 | 3               |                 |                 |                 |                 |                 | 3               |                 |                 |                 |                 |                 |                 |                 |                 |                 |                 |                 |                 |                 |                 |
| Uczestnicy konkursu  | Albania              | 218             | 45              |                 |                 |                 |                 |                 | 1               |                 |                 |                 |                 |                 | 1               |                 | 3               | 5               |                 | 2               |                 |                 |                 | 4               |                 | 3               | 12              |                 |                 |                 |                 |                 |                 | 4               | 10              |                 |                 |                 |                 |                 |                 |                 |                 |
| Uczestnicy konkursu  | Albania              | 218             | 173             |                 | 7               |                 |                 |                 | 3               |                 | 5               | 6               |                 |                 |                 | 4               | 10              | 4               | 8               | 12              | 3               | 10              | 4               | 2               |                 | 7               | 10              | 8               |                 | 4               | 7               | 7               | 10              |                 | 12              | 5               | 3               |                 | 4               | 8               | 10              |                 |                 |

## Pozostałe nagrody

### Nagrody im. Marcela Bezençona

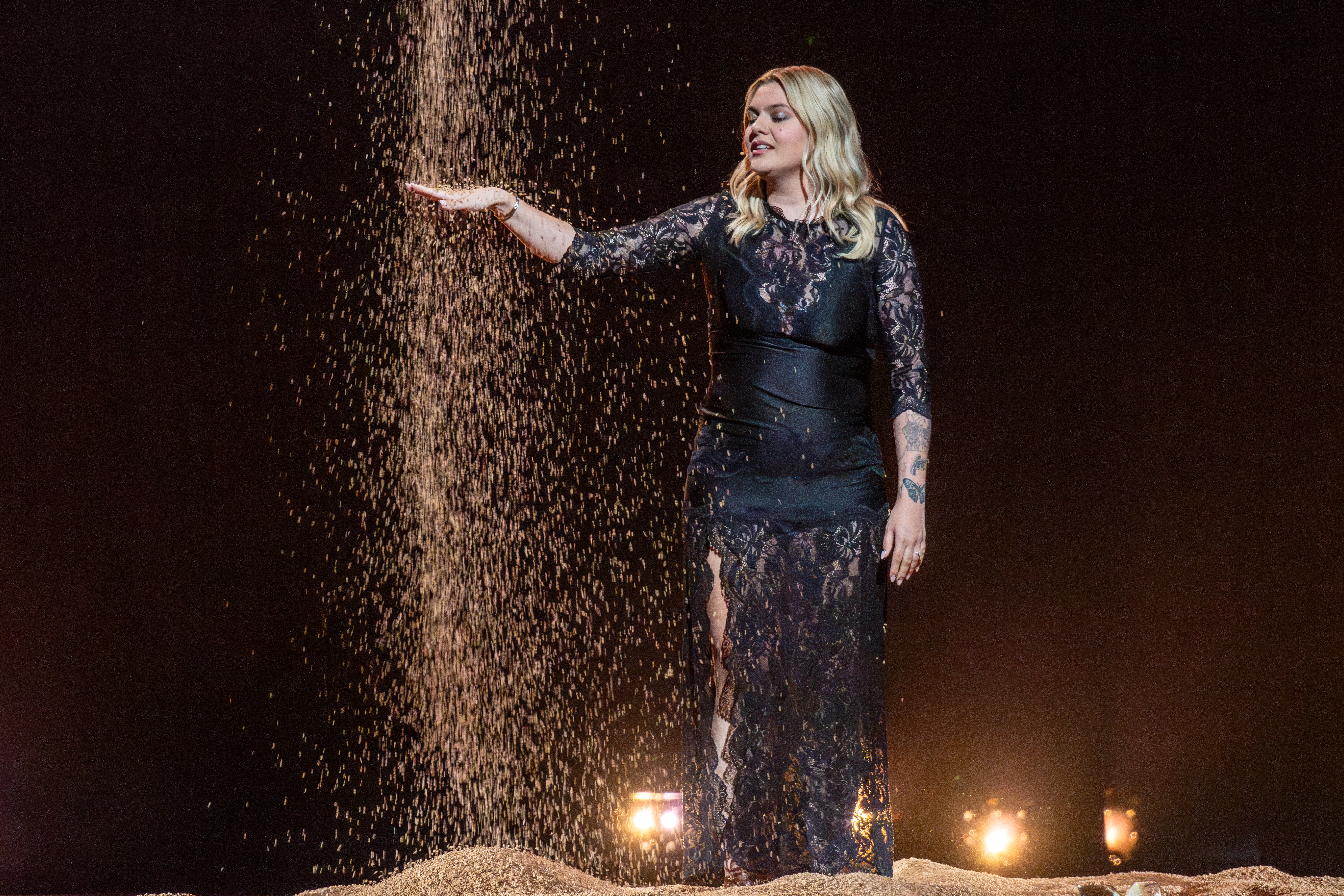
Louane, zwyciężczyni Nagrody Artystycznej i Nagrody Dziennikarzy im. Marcela Bezençona

W 2025 po raz kolejny przyznane zostały tzw. Nagrody im. Marcela Bezençona, czyli wyróżnienia przyznawane od 2002 dla najlepszych piosenek biorących udział w koncercie finałowym, sygnowane nazwiskiem twórcy konkursu – Marcela Bezençona. Pomysłodawcami statuetek byli szwedzcy piosenkarze Christer Björkman i Richard Herrey z zespołu Herreys.
Nagrody podzielone są na trzy kategorie:
- Nagroda Dziennikarzy (zwycięzcę wybierają akredytowani dziennikarze),
- Nagroda Artystyczna (zwycięzcę wybierają komentatorzy konkursu),
- Nagroda Kompozytorska (zwycięzcę wybierają kompozytorzy biorący udział w konkursie).

W 2025 zdobywcami nagród byli:
| Kategoria            | Kraj       | Wykonawca | Utwór    | Autor(zy)                                     |
| -------------------- | ---------- | --------- | -------- | --------------------------------------------- |
| Nagroda Dziennikarzy | Francja    | Louane    | „Maman”  | Louane Emera Tristan Salvati                  |
| Nagroda Artystyczna  | Francja    | Louane    | „Maman”  | Louane Emera Tristan Salvati                  |
| Nagroda Kompozytorów | Szwajcaria | Zoë Më    | „Voyage” | Emily Middlemas Tom Oehler Zoë Anina Kressler |

### Faworyt OGAE

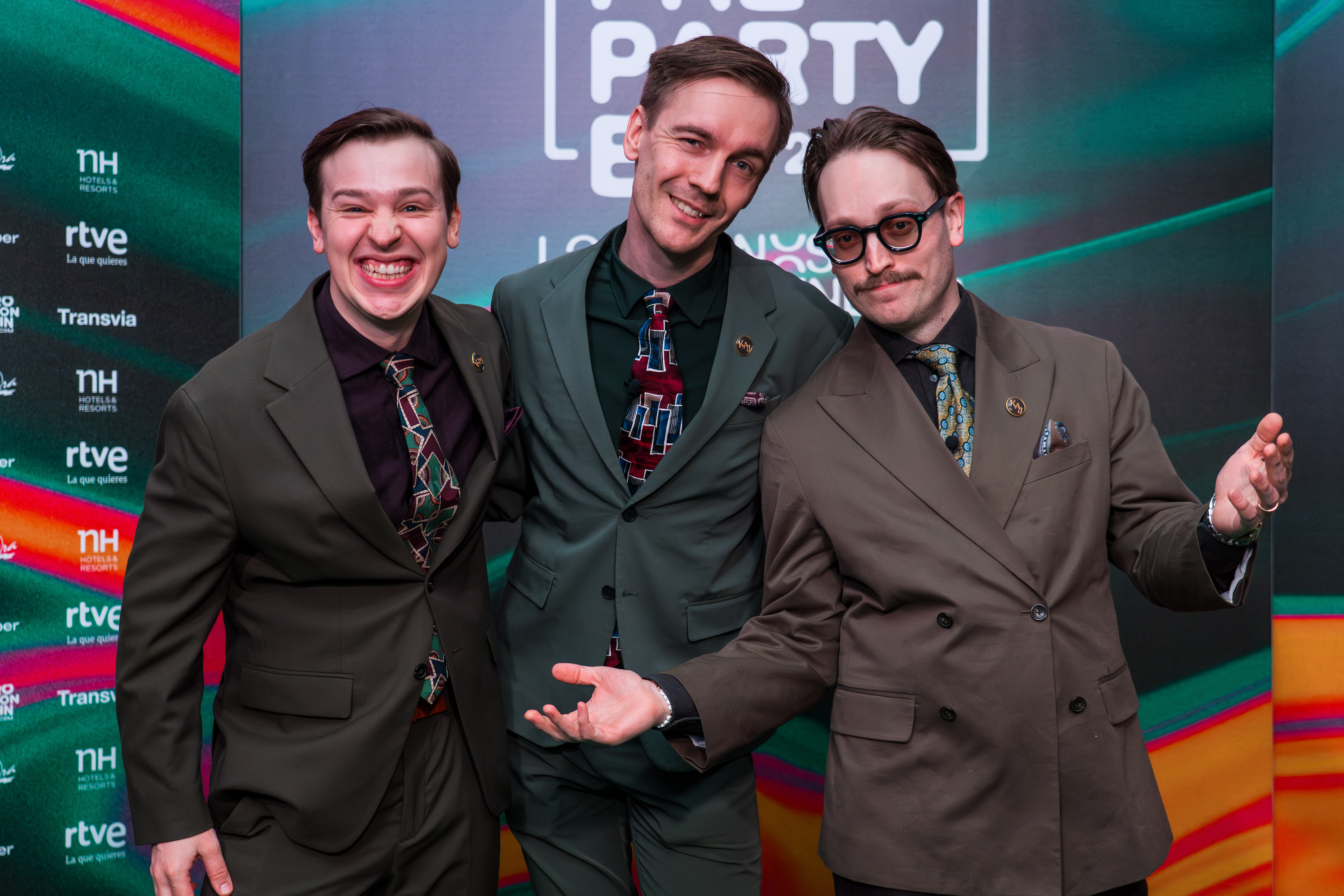
KAJ, faworyci Stowarzyszenia Miłośników Konkursu Piosenki Eurowizji (OGAE) do wygrania konkursu

Od 2007 corocznie, przed każdym konkursem, większość oddziałów Stowarzyszenia Miłośników Konkursu Piosenki Eurowizji (OGAE), zrzeszającej 43 krajowych fanklubów Konkursu Piosenki Eurowizji, przeprowadza głosowanie, w którym głosuje na wszystkie piosenki zgłoszone do danej edycji (z wyłączeniem propozycji swojego kraju), przy użyciu tak zwanego systemu eurowizyjnego (tj. 1–8, 10 i 12 punktów dla dziesięciu ulubionych utworów).
W 2025 pięcioma głównymi faworytami klubów do zwycięstwa byli:
| Lp. | Kraj      | Wykonawca     | Utwór             | Punkty |
| --- | --------- | ------------- | ----------------- | ------ |
| 1   | Szwecja   | KAJ           | „Bara bada bastu” | 421    |
| 2   | Austria   | JJ            | „Wasted Love”     | 382    |
| 3   | Holandia  | Claude        | „C’est la vie”    | 278    |
| 4   | Finlandia | Erika Vikman  | „Ich komme”       | 253    |
| 5   | Malta     | Miriana Conte | „Serving”         | 164    |

## Pozostałe kraje
Możliwość wzięcia udziału w Konkursie Piosenki Eurowizji wymaga narodowego nadawcy z aktywnym członkostwem w EBU, który będzie mógł nadawać konkurs za pośrednictwem sieci Eurowizji. EBU ogłosi zaproszenie do udziału w konkursie do wszystkich pięćdziesięciu sześciu aktywnych członków.

### Aktywni członkowie EBU
- Bośnia i Hercegowina – 17 lipca 2024 bośniacki nadawca Bosanskohercegovačka radiotelevizija (BHRT) potwierdził, że nie weźmie udziału w konkursie z powodu niestabilnej sytuacji finansowej i zadłużenia wobec EBU[96][97].
- Macedonia Północna – 7 listopada 2024 macedoński nadawca Makedonska Radio Televizija (MRT) potwierdził, że nie powróci do udziału w konkursie z powodu braku środków na sfinansowanie udziału, jednocześnie stwierdzając, że powrót będzie rozważany w przyszłym roku[98][99].
- Mołdawia – 12 grudnia 2024 Mołdawia znalazła się na liście państw uczestniczących opublikowanej przez EBU[100]. 22 stycznia 2025 podczas konferencji prasowej mołdawskiego nadawcy TeleRadio-Moldova (TRM) zastępca dyrektora generalnego stacji Corneliu Durnescu ogłosił, że kraj wycofuje się z udziału w konkursie z powodów „ekonomicznych i administracyjnych”[101]. Podczas konferencji poinformowano, że mimo wycofania nadawca wyemituje dwa półfinały oraz finał na żywo[102].
- Słowacja – 8 kwietnia 2024 słowacki nadawca Rozhlas a televízia Slovenska (RTVS) poinformował, że nie planuje organizować powrotu Słowacji do udziału w konkursie w 2025 roku przez zmniejszenie budżetu telewizji[103]. 12 sierpnia 2024 nowo powołana Słowacka Telewizja i Radio (STVR) poinformowała, że także nie planuje organizować powrotu kraju na konkurs w 2025 roku przez koszty i brak zainteresowania wśród widzów[104].
- Turcja – 20 maja 2024 prezydent Turcji Recep Tayyip Erdoğan w trakcie jednego ze swoich przemówień wspomniał o konkursie: „Minęło dwanaście lat odkąd ostatni raz wzięliśmy udział w tym haniebnym konkursie. To była słuszna decyzja z naszej strony. Spotkanie normalnej, pod względem ubioru, postawy i słów, osoby na takich wydarzeniach stało się niemal niemożliwe. Uczestników można by porównać do koni trojańskich korupcji społecznej. Jest to celowa próba usunięcia określenia płci. Turcję od dwunastu lat oszczędza się od tego skandalu. Rozumiemy, jak dobrą decyzję podjęliśmy, trzymając Turcję z dala od tej haniebnej rywalizacji przez ostatnie dwanaście lat. Będziemy kontynuować utrzymywanie tego samego kursu”[105][106][107].

Poniższe kraje potwierdziły, że nie planują powrócić do udziału w konkursie w 2025 bez podania przyczyny:

- Andora – RTVA[108][109]
- Bułgaria – BNT[110]
- Maroko – SNRT[111]
- Monako – TVMonaco
- Rumunia – TVR[112]
- Węgry – MTVA[113]

### Kandydaci do członkostwa w EBU
- Kosowo – 9 maja 2024 kosowski nadawca RTK poinformował, że wkrótce złoży wniosek o członkostwo w EBU, aby wziąć udział w konkursie w 2025 roku[114]. 6 czerwca 2024 dyrektor generalny telewizji Shkumbin Ahmetxhekaj przesłał list formalny do EBU, w którym apeluje o wysłanie zaproszenia dla RTK do udziału w konkursie w 2025[115]. Mimo to Kosowo nie może wziąć udziału w konkursie, ponieważ nadawca nie ma możliwości członkostwa w EBU z powodu zasady w statucie organizacji stanowiącej, że członek musi pochodzić z kraju, który jest członkiem Międzynarodowego Związku Telekomunikacyjnego lub Rady Europy, a Kosowo nie należy do żadnego z nich. 7 sierpnia 2024 podano do informacji publicznej, że Europejska Unia Nadawców odrzuciła prośbę telewizji o umożliwienie jej zadebiutowania w Konkursie Piosenki Eurowizji, a dyrektor generalny Shkumbin Ahmetxhekaj skomentował to stwierdzając, że w jego mniemaniu EBU mogło być negatywnie nastawione do tej propozycji przez niechęć do zmian kadrowych w zarządzie RTK[116]. 28 października, po zakończeniu drugiej edycji kosowskiego Festivali i Këngës, rząd Kosowa oznajmił, że mimo wszystko nadal pozostaje pełen nadziei na debiut kraju w przyszłości. Minister Kultury, Hajrulla Çeku skomentował: „Wierzę, że drugą edycją daliśmy już jasny dowód, że jesteśmy gotowi pod względem organizacyjnym, jakościowym i innym. Pozostają tylko aspekty proceduralne dotyczące kwestii członkostwa i reprezentacji w Eurowizji”[117].
- Liechtenstein – 9 sierpnia 2022 pionformowano, że liechtensteiński nadawca 1FLTV nie będzie ubiegać się o członkostwo w Europejskiej Unii Nadawców w przyszłości[118]. W maju 2024 gazeta Liechtensteiner Vaterland(inne języki) poinformowała, że radiowy nadawca publiczny Radio Liechtenstein(inne języki) jest w trakcie procesu ubiegania się o członkostwo w EBU z głównym celem dokonania debiutu Liechtensteinu w konkursie[119][120][121]. 28 października przeprowadzono referendum, gdzie 55% wyborców zagłosowało za prywatyzacją radia, co oznacza, że debiut Liechtensteinu w konkursie został całkowicie uniemożliwiony[122]. 5 grudnia krajowy nadawca 1FLTV zadeklarował, że Liechtenstein nie zadebiutuje podczas konkursu w 2025 roku[123].
- Wyspy Owcze – 16 lutego 2024 Ivan Niclasen, prezes farerskiego nadawcy Kringvayrp Føroa (KVF) poinformował, że obecnie telewizja stara się poprawić swoją sytuację finansową by zdobyć pełne członkostwo EBU, a w którymś momencie w przyszłości być w stanie zapewnić debiut Wysp Owczych na Eurowizji[124]. Stwierdził on również, że członkostwo w EBU będzie kosztować stację jednorazową opłatę w wysokości około 1,5 miliona FOK (200 tysięcy Euro), następnie musieliby płacić roczną składkę członkowską w wysokości 500 tysięcy FOK (67 tysięcy Euro)[124]. W przeszłości telewizja wielokrotnie wyrażała chęć dołączenia do EBU i uczestniczenia w Konkursie Piosenki Eurowizji[125][126], ale przez to że wyspy są częścią Danii, ich członkostwo w EBU nie zostało jeszcze przyznane.

### Członkowie spoza EBU
- Białoruś – 1 lipca 2024 roku planowo wygasnąć miało trzyletnie wykluczenie białoruskiego nadawcy Biełteleradyjokampanija (BTRC) z Europejskiej Unii Nadawców[127][128][129]. Mimo to 23 kwietnia 2024 w komunikacie przekazanym do mediów EBU stwierdziło, że zawieszenie BTRC ma charakter bezterminowy, oraz dodała, iż „w chwili obecnej nie ma powodu, abyśmy zmieniali swoje stanowisko”, co na ten moment uniemożliwia udział Białorusi[130][131].

## Międzynarodowi nadawcy oraz głosowanie

### Sekretarze
Poniższy spis uwzględnia poszczególne nazwiska osób, którzy podadzą punkty od jury każdego poszczególnego państwa w finale konkursu.

1. Szwecja – Kristina „Keyyo” Pietruszyna(inne języki)[132][133]
2. Azerbejdżan – Səfurə Əlizadə (reprezentantka Azerbejdżanu w konkursie w 2010)[134][135]
3. Malta – Ingrid Sammut[136]
4. Holandia – Chantal Janzen (współprowadząca konkurs w 2021)[137]
5. Słowenia – Lorella Flego[138]
6. Armenia – Lusine Towmasjan(inne języki)[136]
7. Luksemburg – Fabienne Zwally[136]
8. San Marino – Senhit (reprezentantka San Marino w konkursach w 2011, 2020 i 2021)[139]
9. Ukraina – Jerry Heil (reprezentantka Ukrainy w konkursie w 2024)[140]
10. Norwegia – Tom Hugo(inne języki) (reprezentant Norwegii w konkursie w 2019 jako członek zespołu Keiino)[141]
11. Austria – Philipp Hansa(inne języki)[142]
12. Francja – Émilie Mazoyer(inne języki)[143]
13. Włochy – Topo Gigio(inne języki)[144]
14. Portugalia – Iolanda (reprezentantka Portugalii w konkursie w 2024)[145]
15. Dania – Sara Bro(inne języki)[146]
16. Chorwacja – Doris Pinčić(inne języki)[136]
17. Łotwa – Dons (reprezentant Łotwy w konkursie w 2024)[147]
18. Irlandia – Nicky Byrne (reprezentant Irlandii w konkursie w 2016)[148]
19. Polska – Aleksandra Budka[149]
20. Czarnogóra – Marko Vukčević (członek zespołu Neonoen)[150]
21. Grecja – Dzeni Teona(inne języki)[151]
22. Serbia – Dragana Kosjerina(inne języki)[136]
23. Czechy – Radka Rosická(inne języki)[152]
24. Wielka Brytania – Sophie Ellis-Bextor[153]
25. Hiszpania – Chanel Terrero (reprezentantka Hiszpanii w konkursie w 2022)[154]
26. Finlandia – Jasmin Beloued(inne języki)[155]
27. Australia – Silia Kapsis (reprezentantka Cypru w konkursie w 2024)[136]
28. Niemcy – Michael Schulte (reprezentant Niemiec w konkursie w 2018)[156]
29. Belgia – Manu Van Acker(inne języki)[157]
30. Izrael – Eden Golan (reprezentantka Izraela w konkursie w 2024)[158]
31. Albania – Andri Xhahu(inne języki)[159]
32. Litwa – Silvester Belt (reprezentant Litwy w konkursie w 2024)[160]
33. Islandia – Hera Björk (reprezentantka Islandii w konkursach w 2010 i 2024)[161]
34. Gruzja – Nuca Buzaladze (reprezentantka Gruzji w konkursie w 2024)[162]
35. Cypr – Lukas Chamatsos[163]
36. Estonia – Kristjan „Kohver” Jakobson (reprezentant Estonii w konkursie w 2024 jako członek zespołu 5miinust)[164]
37. Szwajcaria – Mélanie Freymond(inne języki) i Sven Epiney(inne języki)[165]

### Nadawcy publiczni i komentatorzy
Poniższy spis uwzględnia nazwiska komentatorów poszczególnych nadawców publicznych transmitujących widowisko.
Kraje uczestniczące w konkursie
- Albania – Andri Xhahu(inne języki) (RTSH 1, RTSH Muzikë, Radio Tirana – półfinały i finał)[159][166][167]
- Armenia – Hraczuchi Uzmatian(inne języki) i Hamlet Arakelyan(inne języki) (Arradżin alik – półfinały i finał)[168][169][170][171]
- Australia – Courtney Act i Tony Armstrong(inne języki) (SBS – półfinały i finał)[172][173]
- Austria – Andi Knoll(inne języki) (ORF 1 – półfinały i finał), Jan Böhmermann(inne języki) i Olli Schulz(inne języki) (FM4 – finał)[174][175]
- Azerbejdżan – Elnarə Xəlilova(inne języki) i Aga Nadirov (İTV – półfinały i finał)[176][177]
- Belgia – francuski: Jean-Louis Lahaye(inne języki) i Joëlle Scoriels(inne języki) (La Une(inne języki) – pierwszy półfinał i finał, Tipik(inne języki) – drugi półfinał)[178][179]; niderlandzki: Peter Van de Veire(inne języki) (VRT 1 – półfinały i finał), TBA (Radio 2(inne języki) – finał)[180][181]
- Chorwacja – Duško Čurlić(inne języki) (HRT 1 – półfinały i finał)[182][183]; TBA (HR 2(inne języki) – półfinały i finał)[184][185][186]
- Cypr – Melina Karajeorjiu i Aleksandros Taramundas (RIK 1, RIK Sat – półfinały i finał)[163][187][188][189], TBA (RIK Trito – półfinały i finał)[190][191][192]
- Czarnogóra – Dražen Bauković (TVCG 1 – półfinały i finał)[193][194]
- Czechy – Ondřej Cikán (ČT1 – półfinały), Aiko i Ondřej Cikán (ČT1 – finał)[195][196][197]
- Dania – Ole Tøpholm(inne języki) (DR1 – półfinały i finał)[198]
- Estonia – estoński: Marko Reikop (ETV – półfinały i finał); rosyjski: Aleksandr Hobotow i Julia Kalenda (ETV+ – półfinały i finał)[199]
- Finlandia – fiński: Mikko Silvennoinen(inne języki) (Yle TV1, TV Finland – półfinały i finał)[200]; szwedzki: Eva Frantz(inne języki) i Johan Lindroos(inne języki) (Yle TV1, TV Finland – półfinały i finał)[201]; północnosaamski: Aslak Paltto(inne języki) (Yle Areena(inne języki) – półfinały i finał); inari: Heli Huovinen (Yle Areena – półfinały i finał); rosyjski: Levan Tvaltvadze (Yle Areena(inne języki) – drugi półfinał i finał); ukraiński: Galyna Sergeyeva (Yle Areena(inne języki) – drugi półfinał i finał)[200]; fiński: Sanna Pirkkalainen i Toni Laaksonen(inne języki) (Yle Radio Suomi – finał)[200]; szwedzki: Eva Frantz(inne języki) i Johan Lindroos(inne języki) (Yle X3M – półfinały i finał)[202][203][204]
- Francja – Stéphane Bern (Culturebox(inne języki) – półfinały), Stéphane Bern i Laurence Boccolini(inne języki) (France 2 – finał)[205]
- Grecja – Maria Kozaku(inne języki) i Jiorgos Kapudzidis(inne języki) (ERT1(inne języki) – półfinały i finał), Dimitris Meidanis (Deftero Programa(inne języki) – półfinały i finał)[206][207][208]
- Gruzja – b.d. (1TV – półfinały i finał)[162][209]
- Hiszpania – Julia Varela i Tony Aguilar(inne języki) (La 1 – pierwszy półfinał i finał, La 2 – drugi półfinał, TVE Internacional(inne języki) – półfinały i finał), David Asensio, Sara Calvo i Luis Miguel Montes (Radio Nacional, Radio Exterior(inne języki), RNE para todos – finał)[210][211]
- Holandia – Cornald Maas(inne języki) (NPO 1, BVN – półfinały i finał)[212][213][214]; Carolien Borgers(inne języki) (NPO Radio 2 – finał)[215]
- Irlandia – Marty Whelan(inne języki) (RTÉ Two – półfinały, RTÉ One – finał)[216][217][218]
- Islandia – Guðrún Dís Emilsdóttir (RÚV – półfinały i finał)[219][220][221]; migowy(inne języki): różni tłumacze (RÚV 2(inne języki) – pierwszy półfinał i finał)[219][221]; Guðrún Dís Emilsdóttir (Rás 2 – pierwszy półfinał)[222], Guðrún Dís Emilsdóttir i Gunnar Birgisson (Rás 2 – finał)[223]
- Izrael – Asaf Liberman(inne języki) i Akiwa Nowik(inne języki) (Kan 11, Kan 88(inne języki) – półfinały i finał)[224][225]
- Litwa – Ramūnas Zilnys (LRT TV, LRT Radijas(inne języki) – półfinały i finał)[226][227]
- Luksemburg – luksemburski: Roger Saurfeld i Raoul Roos (RTL Lëtzebuerg – półfinały i finał)[228][229][230]; TBA (RTL Today, RTL Infos – drugi półfinał i finał)[229][230]
- Łotwa – Toms Grēviņš(inne języki) (LTV1(inne języki) – półfinały), Toms Grēviņš(inne języki) i Marija Naumova (LTV1(inne języki) – finał)[231]
- Malta – brak komentatora (TVM – półfinały)[232][233]
- Niemcy – Thorsten Schorn(inne języki) (One – półfinały; Das Erste – finał)[234][235][236][237][238][239]; Amelie Ernst(inne języki) i Max Spallek(inne języki) (Radio Eins(inne języki) – finał)[240]
- Norwegia – Marte Stokstad(inne języki) (NRK1(inne języki) – półfinały i finał)[241]; Jon Marius Hyttebakk (NRK P1(inne języki) – finał)[241]
- Polska – Artur Orzech (TVP1 i TVP Polonia – półfinały i finał)[242][243][244]
- Portugalia – José Carlos Malato(inne języki) i Nuno Galopim(inne języki) (RTP1, RTP Internacional(inne języki) – pólfinały i finał[h])[245][246][247][248]
- San Marino – Anna Gaspari i Gigi Restivo (SMRTV(inne języki) – półfinały i finał)[249]
- Serbia – Duška Vučinić(inne języki) (RTS1, RTS Svet(inne języki) – półfinały i finał)[250][251][252][253][254][255][256][257], Nikoleta Dojčinović i Katarina Tošić (Radio Belgrade 1 – drugi półfinał)[258]
- Słowenia – Mojca Mavec(inne języki) (TV SLO 2 – półfinały; TV SLO 1 – finał), Maj Valerij (Radio Val 202(inne języki) – pierwszy półfinał), Maj Valerij i Igor Bračič(inne języki) (Radio Val 202(inne języki) – finał)[138][259]
- Szwecja – Edward af Sillén (SVT1 – półfinały), Edward af Sillén i Petra Mede (SVT1 – finał)[260][261]; północnosaamski: Aslak Paltto(inne języki) i inari: Heli Huovinen[i] (SVT Play(inne języki)[j] – pólfinały i finał)[262]; Carolina Norén(inne języki) (Sveriges Radio P4 – pólfinały i finał)[263]
- Ukraina – Timur Mirosznyczenko i Ołeksandr Pedan(inne języki) (Suspilne Kultura – pierwszy półfinał), Timur Mirosznyczenko i Wład Kuran (Suspilne Kultura – drugi półfinał), Timur Mirosznyczenko i Alyona Alyona (Suspilne Kultura – finał), Dmytro Zacharczenko i Łesia Antypenko (Radio Promiń(inne języki) – półfinały), Anna Zakłećka i Denys Denysenko (Radio Promiń – finał)[264]
- Szwajcaria – francuski: Jean-Marc Richard(inne języki) i Nicolas Tanner (RTS 1 – półfinały i finał)[265], Claire Mudry (RTS Première – finał)[266]; niemiecki: Sven Epiney(inne języki) (SRF 1 – półfinały i finał)[267], Patti Basler (SRF Play – finał)[268], Céline Werdelis (Radio SRF 3 – finał); włoski: Ellis Cavallini i Gian-Andrea Costa (RSI La 1 – półfinały i finał), Davide Gagliardi (RSI Rete Tre – finał)[269]; romansz: Elias Tsoutsaios (Radio RTR – finał)[266]; migowy(inne języki): różni tłumacze (SRF info – finał)[270]
- Wielka Brytania – angielski: Scott Mills(inne języki) i Rylan(inne języki) (BBC One – półfinały), Graham Norton (BBC One – finał), Sara Cox(inne języki) i Richie Anderson(inne języki) (BBC Radio 2 – półfinały), Scott Mills i Rylan (BBC Radio 2 – finał)[271][272]; migowy(inne języki): różni tłumacze (BBC Red Button(inne języki) – półfinały i finał)[273]
- Włochy – Gabriele Corsi(inne języki) i BigMama(inne języki) (Rai 2 – półfinały, Rai 1, RaiPlay(inne języki) – finał); Diletta Parlangeli i Matteo Osso (Rai Radio 2 – finał)[274][275][276][277]

Kraje nieuczestniczące w konkursie

- Chile – brak komentatora (Zapping(inne języki) – półfinały i finał)[278]
- Kosowo – Agron Krasniqi i Egzona Rafuna (RTK 1 – półfinały i finał)[279][280]
- Macedonia Północna – Aleksandra Jowanowska (MRT 1 – półfinały i finał)[281][282]
- Mołdawia – Ion Jalbă i Daniela Crudu (Moldova 1 – półfinały i finał)[283][284]
- Stany Zjednoczone – brak komentatora (Peacock(inne języki) – półfinały i finały)[285]
- Wyspy Owcze – farerski: Gunnar Nolsøe (KvF – półfinały i finał)[286]

## Oficjalny album
Eurovision Song Contest: Basel 2025 – oficjalna kompilacja zawierająca utwory wszystkich uczestniczących w konkursie państw oraz utwór przewodni pt. „See You Radiate”. Album został wydany 18 kwietnia 2025 roku przez wytwórnię płytową Universal. Wydawnictwo składa się z dwóch płyt CD. 23 maja 2025 roku ukaże się także w formacie winylowym.

### Notowania

#### Tygodniowe
| Kraj              | Notowanie (2025)                   | Najwyższa pozycja |
| ----------------- | ---------------------------------- | ----------------- |
| Australia         | ARIA Charts                        | 37                |
| Belgia            | Ultratop 20 Compilaties (Flandria) | 1                 |
| Belgia            | Ultratop 20 Compilations (Walonia) | 1                 |
| Dania             | Compilation Top-10                 | 5                 |
| Grecja            | IFPI Greece Top 75 Albums          | 6                 |
| Holandia          | Compilation Top 30                 | 1                 |
| Irlandia          | IRMA Compilations Chart            | 1                 |
| Niemcy            | GfK Compilation Chart              | 1                 |
| Norwegia          | VG-lista                           | 5                 |
| Polska            | OLiS – albumy fizycznie            | 20                |
| Stany Zjednoczone | Top Compilation Albums             | 9                 |
| Szwecja           | Veckolista Album Fysiskt           | 4                 |
| Wielka Brytania   | UK Compilation Chart               | 1                 |